# Lista de bens tombados em Belém
A lista de bens tombados em Belém é uma lista que reúne itens do patrimônio histórico-cultural da cidade brasileira de Belém (estado do Pará), que foram tombados em: nível municipal realizado pela "Fundação Cultural do Município de Belém" órgão da Prefeitura Municpal de Belém; em nível estadual realizado pelo Departamento de Patrimônio Histórico Artístico e Cultural (DPHAC/Secult), órgão da Secretaria de Estado de Cultura do Estado do Pará (Secult), e; em nível nacional realizados pelo IPHAN, no contexto de preservação do patrimônio histórico-cultural brasileiro.
O patrimônio histórico é algo físico do passado que foi preservado para as gerações futuras. Dentre os patrimônios tombados está o complexo Feliz Lusitânia, núcleo inicial da cidade de Belém do Pará. criado de 1616 com a denominação: município de Santa Maria de Belém do Pará.
| Imagem | Bem | Data de fundação        | Localização             | Coordenadas                                             | Tombamento                                                                              | Referência |
| ------ | --- | ----------------------- | ----------------------- | ------------------------------------------------------- | --------------------------------------------------------------------------------------- | ---------- |
|        | Estádio Estadual Jornalista Edgar Augusto Proença                                                                               | 4 de março de 1978      | Belém                   | 1° 22′ 52″ S, 48° 26′ 38″ O                             | bem de interesse histórico em Belém                                                     |            |
|        | Theatro da Paz | 15 de fevereiro de 1878 | Belém                   | 1° 27′ 10″ S, 48° 29′ 37″ O                             | bem tombado pelo IPHAN património histórico                                             |            |
|        | Catedral Metropolitana de Belém                                                                                                 | 1748                    | Belém                   | 1° 27′ 22″ S, 48° 30′ 17″ O                             | bem tombado pelo IPHAN Património de Influência Portuguesa (base de dados)              |            |
|        | Estádio Leônidas Sodré de Castro                                                                                                | 14 de junho de 1914     | Belém                   | 1° 26′ 38″ S, 48° 27′ 47″ O                             | bem de interesse histórico em Belém                                                     |            |
|        | Basílica de Nossa Senhora de Nazaré                                                                                             | 1909                    | Belém                   | 1° 27′ 10″ S, 48° 28′ 52″ O                             | bem tombado pelo DPHAC                                                                  |            |
|        | Biblioteca Municipal Avertano Rocha                                                                                             |                         | Belém Icoaraci          | 1° 18′ 03″ S, 48° 29′ 21″ O                             | bem tombado pela PMB                                                                    |            |
|        | Campina |                         | Belém                   | 1° 27′ 15″ S, 48° 29′ 58″ O                             | bem tombado pelo IPHAN                                                                  |            |
|        | Capela Pombo (Belém) |                         | Belém                   | 1° 27′ 10″ S, 48° 30′ 00″ O                             | bem de interesse histórico em Belém                                                     |            |
|        | Feliz Lusitânia | 1616                    | Belém Conquista do Pará | 1° 27′ 19″ S, 48° 30′ 16″ O                             | património histórico do Brasil                                                          |            |
|        | Forte do Castelo de Belém |                         | Belém                   | 1° 27′ 16″ S, 48° 30′ 19″ O                             | Património de Influência Portuguesa (base de dados) bem tombado pelo IPHAN              |            |
|        | Igreja de Nossa Senhora da Santíssima Trindade (Belém)                                                                          | 1 de junho de 1814      | Belém                   | 1° 27′ 22″ S, 48° 29′ 39″ O                             | bem de interesse histórico em Belém bem tombado pelo DPHAC                              |            |
|        | Igreja de Nossa Senhora das Mercês                                                                                              | 1748                    | Belém                   | 1° 27′ 02″ S, 48° 30′ 04″ O                             | Património de Influência Portuguesa (base de dados) bem tombado pelo IPHAN              |            |
|        | Igreja de Nossa Senhora do Carmo                                                                                                | 1627                    | Belém                   | 1° 27′ 32″ S, 48° 30′ 21″ O                             | Património de Influência Portuguesa (base de dados) bem tombado pelo IPHAN              |            |
|        | Igreja de Nossa Senhora do Rosário (Belém)                                                                                      |                         | Belém                   | 1° 27′ 09″ S, 48° 29′ 50″ O                             | Património de Influência Portuguesa (base de dados) bem tombado pelo IPHAN              |            |
|        | Igreja de Santana | 1762                    | Belém                   | 1° 27′ 05″ S, 48° 29′ 55″ O                             | Património de Influência Portuguesa (base de dados) bem tombado pelo IPHAN              |            |
|        | Igreja de São João Batista | 1622                    | Belém                   | 1° 27′ 27″ S, 48° 30′ 10″ O                             | Património de Influência Portuguesa (base de dados) bem tombado pelo IPHAN              |            |
|        | Igreja e Colégio de Santo Alexandre                                                                                             |                         | Belém                   | 1° 27′ 19″ S, 48° 30′ 10″ O                             | bem tombado pelo IPHAN Património de Influência Portuguesa (base de dados)              |            |
|        | Bosque Rodrigues Alves | 25 de agosto de 1883    | Belém                   | 1° 25′ 50″ S, 48° 27′ 25″ O                             | bem tombado pela PMB                                                                    |            |
|        | Memorial da Cabanagem |                         | Belém                   | 1° 24′ 23″ S, 48° 26′ 06″ O                             | bem de interesse histórico em Belém                                                     |            |
|        | Mercado de São Brás | 1911                    | Belém                   | 1° 27′ 05″ S, 48° 28′ 07″ O                             | bem tombado pela PMB                                                                    |            |
|        | Museu de História do Estado do Pará                                                                                             |                         | Belém                   | 1° 27′ 23″ S, 48° 30′ 11″ O                             | bem tombado pelo IPHAN                                                                  |            |
|        | Museu de Gemas do Pará |                         | Belém                   | 1° 27′ 49″ S, 48° 29′ 45″ O                             | bem de interesse histórico em Belém                                                     |            |
|        | Palacete Bolonha | 1905                    | Belém                   | 1° 27′ 07″ S, 48° 29′ 27″ O                             | bem tombado pelo IPHAN bem tombado pelo DPHAC bem tombado pela PMB                      |            |
|        | Palacete Faciola | 1901                    | Belém                   | 1° 27′ 14″ S, 48° 29′ 29″ O                             | bem de interesse histórico em Belém                                                     |            |
|        | Palacete Pinho |                         | Belém                   | 1° 27′ 40″ S, 48° 30′ 17″ O                             | bem tombado pelo IPHAN                                                                  |            |
|        | Palacete das Onze Janelas | 1700                    | Belém                   | 1° 27′ 18″ S, 48° 30′ 21″ O                             | Património de Influência Portuguesa (base de dados) bem tombado pelo IPHAN              |            |
|        | Palácio Antônio Lemos | 1860                    | Belém                   | 1° 27′ 21″ S, 48° 30′ 08″ O                             | bem tombado pelo IPHAN Património de Influência Portuguesa (base de dados)              |            |
|        | Palácio Lauro Sodré | 1771                    | Belém                   | 1° 27′ 23″ S, 48° 30′ 11″ O                             | bem tombado pelo IPHAN Património de Influência Portuguesa (base de dados)              |            |
|        | Parque da Residência |                         | Belém                   | 1° 27′ 09″ S, 48° 28′ 24″ O                             | bem tombado pelo DPHAC                                                                  |            |
|        | Paróquia São Francisco de Assis (Belém)                                                                                         |                         | Belém                   | 1° 27′ 24″ S, 48° 28′ 12″ O                             | bem tombado pelo DPHAC                                                                  |            |
|        | Praça Batista Campos |                         | Belém                   | 1° 27′ 36″ S, 48° 29′ 23″ O 1° 27′ 37″ S, 48° 29′ 23″ O | bem de interesse histórico em Belém                                                     |            |
|        | Praça Dom Frei Caetano Brandão                                                                                                  |                         | Belém                   | 1° 27′ 19″ S, 48° 30′ 19″ O                             | bem tombado pelo IPHAN                                                                  |            |
|        | Praça do Relógio |                         | Belém                   | 1° 27′ 14″ S, 48° 30′ 13″ O                             | bem de interesse histórico em Belém                                                     |            |
|        | Praça da Bandeira (Belém) |                         | Belém                   | 1° 27′ 16″ S, 48° 29′ 58″ O                             | bem de interesse histórico em Belém                                                     |            |
|        | Praça da República (Belém) |                         | Belém                   | 1° 27′ 09″ S, 48° 29′ 39″ O                             | bem de interesse histórico em Belém                                                     |            |
|        | Rua Gaspar Viana |                         | Belém                   | 1° 26′ 50″ S, 48° 29′ 46″ O                             | bem tombado pelo DPHAC                                                                  |            |
|        | São José Liberto |                         | Belém                   | 1° 27′ 49″ S, 48° 29′ 45″ O                             | bem de interesse histórico em Belém                                                     |            |
|        | Terreiro de Tambor de Mina Dois Irmãos                                                                                          |                         | Belém                   | 1° 28′ 00″ S, 48° 27′ 59″ O                             | bem tombado pelo DPHAC                                                                  |            |
|        | Ver-o-Rio |                         | Belém                   | 1° 26′ 11″ S, 48° 29′ 37″ O                             | bem de interesse histórico em Belém                                                     |            |
|        | Mercado Ver-o-Peso | 1901                    | Belém Pará              | 1° 27′ 09″ S, 48° 30′ 14″ O                             | bem tombado pelo IPHAN Património Mundial Provisório Sete Maravilhas Brasileiras        |            |
|        | Avenida Nazaré |                         | Belém                   | 1° 27′ 08″ S, 48° 29′ 09″ O                             | bem tombado pelo IPHAN                                                                  |            |
|        | Casa Paris n'América |                         | Belém                   | 1° 27′ 03″ S, 48° 29′ 58″ O                             | bem de interesse histórico em Belém                                                     |            |
|        | Cidade Velha |                         | Belém                   | 1° 27′ 45″ S, 48° 30′ 16″ O                             | bem tombado pelo IPHAN                                                                  |            |
|        | Universidade Federal Rural da Amazônia                                                                                          | 1945                    | Belém                   | 1° 27′ 31″ S, 48° 26′ 04″ O                             | bem tombado pela PMB                                                                    |            |
|        | Cine Olympia (Belém) | 24 de abril de 1912     | Belém                   | 1° 27′ 14″ S, 48° 29′ 36″ O                             | bem de interesse histórico em Belém bem tombado pela PMB                                |            |
|        | Convento dos Mercedários | 1640                    | Belém                   | 1° 27′ 01″ S, 48° 30′ 03″ O                             | bem tombado pelo IPHAN                                                                  |            |
|        | Palácio Velho |                         | Belém                   | 1° 27′ 31″ S, 48° 30′ 18″ O                             | bem tombado pelo IPHAN                                                                  |            |
|        | Instituto Estadual Carlos Gomes                                                                                                 | 24 de fevereiro de 1895 | Belém                   | 1° 27′ 18″ S, 48° 29′ 02″ O                             | bem tombado pelo DPHAC                                                                  |            |
|        | Solar da Beira |                         | Belém                   | 1° 27′ 07″ S, 48° 30′ 12″ O                             | bem de interesse histórico em Belém                                                     |            |
|        | Mercado de Carnes Francisco Bolonha                                                                                             | 1867                    | Belém                   | 1° 27′ 09″ S, 48° 30′ 10″ O                             | bem de interesse histórico em Belém                                                     |            |
|        | Boulevard Castilhos França | 1848                    | Belém                   | 1° 27′ 08″ S, 48° 30′ 13″ O                             | bem de interesse histórico em Belém                                                     |            |
|        | Doca do Ver-o-Peso |                         | Belém                   | 1° 27′ 12″ S, 48° 30′ 13″ O                             | bem tombado pelo IPHAN património histórico                                             |            |
|        | Cemitério de Nossa Senhora da Soledade                                                                                          | 1850                    | Belém                   | 1° 27′ 28″ S, 48° 29′ 25″ O                             | monumento histórico bem tombado pela PMB                                                |            |
|        | Engenho Murutucu | 1610                    | Belém                   | 1° 26′ 47″ S, 48° 25′ 40″ O                             | Património de Influência Portuguesa (base de dados) bem tombado pelo IPHAN              |            |
|        | Parque Zoobotânico do Museu Paraense Emílio Goeldi                                                                              |                         | Belém                   | 1° 27′ 13″ S, 48° 28′ 35″ O                             | bem tombado pelo IPHAN                                                                  |            |
|        | Solar do Barão de Guajará |                         | Belém                   | 1° 27′ 23″ S, 48° 30′ 13″ O                             | bem tombado pelo IPHAN                                                                  |            |
|        | Coleção arqueológica e etnográfica do Museu Paraense Emílio Goeldi                                                              |                         | Belém                   | 1° 27′ 10″ S, 48° 28′ 35″ O                             | bem tombado pelo IPHAN                                                                  |            |
|        | Loja Maçônica Firmeza e Humanidade                                                                                              |                         | Belém                   | 1° 27′ 11″ S, 48° 29′ 53″ O                             | bem de interesse histórico em Belém                                                     |            |
|        | Cemitério de Santa Isabel | 1870                    | Belém                   | 1° 27′ 36″ S, 48° 28′ 01″ O                             | bem de interesse histórico em Belém                                                     |            |
|        | Igreja e Convento de Santo António e Capela da Ordem Terceira de São Francisco da Penitência                                    | 1743                    | Belém                   | 1° 26′ 54″ S, 48° 29′ 48″ O                             | Património de Influência Portuguesa (base de dados) bem de interesse histórico em Belém |            |
|        | Ginásio Serra Freire |                         | Belém                   | 1° 27′ 14″ S, 48° 29′ 03″ O                             | bem tombado pelo DPHAC                                                                  |            |
|        | Conjunto Arquitetônico e Paisagístico da Praça Barão do Rio Branco                                                              |                         | Belém                   | 1° 27′ 19″ S, 48° 29′ 40″ O                             | bem tombado pelo DPHAC                                                                  |            |
|        | Praça da República e Conjunto Paisagístico, Arquitetônico e Urbanístico                                                         |                         | Belém                   | 1° 27′ 02″ S, 48° 29′ 40″ O                             | bem tombado pelo DPHAC                                                                  |            |
|        | Conjunto Arquitetônico e Paisagístico do Porto de Belém                                                                         |                         | Belém                   | 1° 26′ 18″ S, 48° 29′ 40″ O                             | bem tombado pelo DPHAC                                                                  |            |
|        | Solar do Barão do Guamá | 1883                    | Belém                   | 1° 27′ 09″ S, 48° 29′ 12″ O                             | bem tombado pela PMB bem tombado pelo DPHAC                                             |            |
|        | Biblioteca e Arquivo Público de Belém                                                                                           |                         | Belém                   | 1° 27′ 09″ S, 48° 30′ 00″ O                             | bem tombado pela PMB bem tombado pelo DPHAC                                             |            |
|        | Sede Social do Clube do Remo |                         | Belém                   | 1° 27′ 09″ S, 48° 29′ 03″ O                             | bem tombado pelo DPHAC                                                                  |            |
|        | Antigo Largo da Trindade |                         | Belém                   | 1° 27′ 20″ S, 48° 29′ 40″ O                             | bem tombado pelo DPHAC                                                                  |            |
|        | Edifício-Sede da CDP |                         | Belém                   | 1° 26′ 53″ S, 48° 29′ 54″ O                             | bem tombado pelo DPHAC                                                                  |            |
|        | Monumento a Pedro Teixeira |                         | Belém                   | 1° 26′ 52″ S, 48° 29′ 56″ O                             | bem tombado pelo DPHAC                                                                  |            |
|        | Sede da Delegacia Regional do MEC                                                                                               |                         | Belém                   | 1° 26′ 24″ S, 48° 29′ 11″ O                             | bem tombado pelo DPHAC                                                                  |            |
|        | Prédio do Instituto do Desenvolvimento Econômico-Social do Pará – IDESP                                                         | 1925                    | Belém                   | 1° 27′ 07″ S, 48° 29′ 07″ O                             | bem tombado pelo DPHAC                                                                  |            |
|        | Antiga Residência de Maria Annunciada Chaves e o Acervo Documental e Bibliográfico da Biblioteca Pessoal da Referida Professora |                         | Belém                   | 1° 27′ 01″ S, 48° 29′ 21″ O                             | bem tombado pelo DPHAC                                                                  |            |
|        | Imóvel da Antiga 'Residência do Intendente Antônio Lemos'                                                                       |                         | Belém                   | 1° 27′ 24″ S, 48° 29′ 19″ O                             | bem tombado pelo DPHAC                                                                  |            |
|        | Palacete Augusto Montenegro |                         | Belém                   | 1° 27′ 01″ S, 48° 28′ 59″ O                             | bem tombado pelo DPHAC                                                                  |            |
|        | Chalé de Ferro da Antiga Residência de Eugênio da Silva Gaspar                                                                  |                         | Belém                   | 1° 28′ 31″ S, 48° 27′ 06″ O                             | bem tombado pelo DPHAC                                                                  |            |
|        | Chalé de Ferro do Bosque Rodrigues Alves                                                                                        |                         | Belém                   | 1° 25′ 48″ S, 48° 27′ 25″ O                             | bem tombado pelo DPHAC                                                                  |            |
|        | Chalé de Ferro do Campus Universitário do Guamá                                                                                 |                         | Belém                   | 1° 28′ 31″ S, 48° 27′ 06″ O                             | bem tombado pelo DPHAC                                                                  |            |
|        | Colégio Estadual Paes de Carvalho e Área de Entorno                                                                             |                         | Belém                   | 1° 27′ 20″ S, 48° 30′ 02″ O                             | bem tombado pelo DPHAC                                                                  |            |
|        | Prédio do Corpo de Bombeiros da Polícia Militar do Estado                                                                       |                         | Belém                   | 1° 27′ 23″ S, 48° 30′ 03″ O                             | bem tombado pelo DPHAC                                                                  |            |
|        | Prédio do 'Curro Velho' – Antigo Matadouro Municipal                                                                            |                         | Belém                   | 1° 25′ 48″ S, 48° 29′ 30″ O                             | bem tombado pelo DPHAC                                                                  |            |
|        | Prédio e Terreno da Escola Estadual de 1° Grau 'Barão do Rio Branco'                                                            | 1908                    | Belém                   | 1° 27′ 14″ S, 48° 28′ 59″ O                             | bem tombado pelo DPHAC                                                                  |            |
|        | Hotel do Farol e a Ilha dos Amores                                                                                              |                         | Belém                   | 1° 08′ 03″ S, 48° 28′ 01″ O                             | bem tombado pelo DPHAC                                                                  |            |
|        | Imóvel da Antiga Faculdade de Medicina                                                                                          |                         | Belém                   | 1° 26′ 26″ S, 48° 28′ 59″ O                             | bem tombado pelo DPHAC                                                                  |            |
|        | Imóvel do Instituto Carlos Gomes                                                                                                |                         | Belém                   | 1° 27′ 18″ S, 48° 29′ 02″ O                             | bem tombado pelo DPHAC                                                                  |            |
|        | 28º Batalhão de Polícia Militar - Águia                                                                                         |                         | Belém                   | 1° 26′ 50″ S, 48° 29′ 45″ O                             | bem tombado pelo DPHAC                                                                  |            |
|        | Sobrado que Abriga a Secretaria de Segurança Pública                                                                            |                         | Belém                   | 1° 26′ 56″ S, 48° 29′ 49″ O                             | bem tombado pelo DPHAC                                                                  |            |
|        | Sobrado do Grupo Escolar Floriano Peixoto                                                                                       |                         | Belém                   | 1° 27′ 13″ S, 48° 29′ 33″ O                             | bem tombado pelo DPHAC                                                                  |            |
|        | União Beneficente dos Chauffeurs do Pará - UBCP e Teatro São Cristóvão                                                          |                         | Belém                   | 1° 27′ 05″ S, 48° 28′ 23″ O                             | bem tombado pelo DPHAC                                                                  |            |
|        | Tela "Os Últimos Dias de Carlos Gomes"                                                                                          |                         | Belém                   | 1° 27′ 21″ S, 48° 30′ 07″ O                             | bem tombado pelo DPHAC                                                                  |            |
|        | Imóvel do Terreiro de Mina Dois Irmãos                                                                                          | 1890                    | Belém Pará              | 1° 28′ 00″ S, 48° 27′ 59″ O                             | bem tombado pelo DPHAC                                                                  |            |
|        | Reservatório Elevado em Estrutura Metálica                                                                                      |                         | Belém                   | 1° 26′ 45″ S, 48° 29′ 45″ O                             | bem tombado pelo DPHAC                                                                  |            |
|        | Monumento do Marco da Légua |                         | Belém                   | 1° 25′ 43″ S, 48° 27′ 13″ O                             | bem tombado pelo DPHAC                                                                  |            |
|        | Palacete José Júlio de Andrade                                                                                                  | 1906                    | Belém                   | 1° 27′ 02″ S, 48° 29′ 03″ O                             | bem tombado pelo DPHAC                                                                  |            |
|        | Palacete Passarinho |                         | Belém                   | 1° 27′ 08″ S, 48° 28′ 26″ O                             | bem tombado pelo DPHAC                                                                  |            |
|        | Conjunto Arquitetônico e Paisagístico do Bosque Municipal Rodrigues Alves                                                       |                         | Belém                   | 1° 25′ 50″ S, 48° 27′ 24″ O                             | bem tombado pelo DPHAC bem tombado pela PMB                                             |            |
|        | Conjunto Arquitetônico e Paisagístico do Mercado de São Braz e Caixa d'Água de Ferro                                            |                         | Belém                   | 1° 27′ 05″ S, 48° 28′ 06″ O                             | bem tombado pelo DPHAC bem tombado pela PMB                                             |            |
|        | Conjunto Arquitetônico Formado pelos Imóveis n° 1480, 1490, 1482 e 1466, à Rua dos Mundurucus                                   |                         | Belém                   | 1° 27′ 45″ S, 48° 29′ 27″ O                             | bem tombado pelo DPHAC                                                                  |            |
|        | Conjunto Arquitetônico da Universidade do Estado do Pará – UEPA                                                                 |                         | Belém                   | 1° 25′ 54″ S, 48° 29′ 19″ O                             | bem tombado pelo DPHAC                                                                  |            |
|        | Conjunto Arquitetônico do Instituto de Educação do Pará                                                                         |                         | Belém                   | 1° 27′ 16″ S, 48° 29′ 34″ O                             | bem tombado pelo DPHAC                                                                  |            |
|        | Conjunto Arquitetônico do Instituto Lauro Sodré                                                                                 |                         | Belém                   | 1° 25′ 32″ S, 48° 27′ 07″ O                             | bem tombado pelo DPHAC                                                                  |            |
|        | Conjunto Arquitetônico e Paisagístico, Acervo e Coleções do Museu Paraense Emílio Goeldi                                        |                         | Belém                   | 1° 27′ 11″ S, 48° 28′ 36″ O                             | bem tombado pelo DPHAC                                                                  |            |
|        | Conjunto Arquitetônico e Paisagístico da Casa do Ancião D. Macedo Costa                                                         |                         | Belém                   | 1° 24′ 58″ S, 48° 26′ 40″ O                             | bem tombado pelo DPHAC                                                                  |            |
|        | Conjunto Arquitetônico e Paisagístico da Praça Batista Campos                                                                   |                         | Belém                   | 1° 27′ 36″ S, 48° 29′ 23″ O                             | bem tombado pelo DPHAC                                                                  |            |
|        | Conjunto Arquitetônico e Paisagístico do Antigo Departamento de Estradas e Rodagem/DER                                          |                         | Belém                   | 1° 25′ 11″ S, 48° 26′ 56″ O                             | bem tombado pelo DPHAC                                                                  |            |
|        | Conjunto Arquitetônico e Paisagístico do Instituto Gentil Bittencourt                                                           |                         | Belém                   | 1° 27′ 04″ S, 48° 28′ 47″ O                             | bem tombado pelo DPHAC                                                                  |            |
|        | Conjunto Paisagístico, Ecológico e Turístico das Áreas dos Mananciais do Utinga e Entorno (Lagos do Bolonha e Água Preta)       |                         | Belém                   | 1° 25′ 09″ S, 48° 25′ 04″ O                             | bem tombado pelo DPHAC                                                                  |            |
|        | Poste de Ferro |                         | Belém                   | 1° 27′ 20″ S, 48° 30′ 01″ O                             | bem tombado pelo DPHAC                                                                  |            |
|        | Palacete Camelier |                         | Belém                   | 1° 27′ 45″ S, 48° 30′ 16″ O                             | bem de interesse histórico em Belém                                                     |            |
|        | Edifício na Rua Dr. Assis, no. 834                                                                                              |                         | Belém                   | 1° 27′ 48″ S, 48° 30′ 15″ O                             | bem de interesse histórico em Belém                                                     |            |
|        | Acervo Arqueológico de Cerâmica Marajoara                                                                                       |                         | Belém                   | 1° 27′ 22″ S, 48° 30′ 10″ O                             | bem tombado pelo DPHAC                                                                  |            |
|        | Acervo do Museu de Arte Sacra de Belém                                                                                          |                         | Belém                   | 1° 27′ 18″ S, 48° 30′ 16″ O                             | bem tombado pelo DPHAC                                                                  |            |
|        | Acervo Numismático de 802 Moedas de Cobre                                                                                       |                         | Belém                   | 1° 27′ 23″ S, 48° 30′ 12″ O                             | bem tombado pelo DPHAC                                                                  |            |
|        | Coleção de Cerâmica Tapajônica                                                                                                  |                         | Belém                   | 1° 27′ 21″ S, 48° 30′ 11″ O                             | bem tombado pelo DPHAC                                                                  |            |
|        | Complexo Aquático |                         | Belém                   | 1° 27′ 11″ S, 48° 29′ 03″ O                             | bem tombado pelo DPHAC                                                                  |            |
|        | 89 Instrumentos da Banda de Música Lauro Sodré                                                                                  |                         | Belém                   | 1° 25′ 12″ S, 48° 28′ 52″ O                             | bem tombado pelo DPHAC                                                                  |            |
|        | 98 Aquarelas de Motivos Marajoaras, de Manoel Oliveira Pastana                                                                  |                         | Belém                   | 1° 27′ 23″ S, 48° 30′ 11″ O                             | bem tombado pelo DPHAC                                                                  |            |
|        | Antiga Usina de Lixo |                         | Belém                   | 1° 27′ 48″ S, 48° 28′ 36″ O                             | bem tombado pela PMB                                                                    |            |
|        | Cantaria de Lioz, Meios-Fios, Pedras e Outros                                                                                   |                         | Belém                   | 1° 27′ 15″ S, 48° 30′ 11″ O                             | bem tombado pelo DPHAC                                                                  |            |
|        | Centro Histórico de Belém |                         | Belém                   | 1° 27′ 18″ S, 48° 30′ 09″ O                             | bem tombado pela PMB                                                                    |            |
|        | Chalé da Praça Milton Trindade                                                                                                  |                         | Belém                   | 1° 27′ 28″ S, 48° 29′ 14″ O                             | bem tombado pela PMB                                                                    |            |
|        | Escola Municipal Benvinda de França Messias                                                                                     | 4 de julho de 1952      | Belém                   | 1° 27′ 02″ S, 48° 28′ 08″ O                             | bem tombado pela PMB                                                                    |            |
|        | Horto Municipal | 1897                    | Belém                   | 1° 27′ 29″ S, 48° 29′ 14″ O                             | bem tombado pela PMB                                                                    |            |
|        | Imóvel à Rua dos Mundurucus, nº 1466                                                                                            |                         | Belém                   | 1° 27′ 45″ S, 48° 29′ 27″ O                             | bem tombado pelo DPHAC                                                                  |            |
|        | Imóvel à Rua dos Mundurucus, nº 1480                                                                                            |                         | Belém                   | 1° 27′ 45″ S, 48° 29′ 27″ O                             | bem tombado pelo DPHAC                                                                  |            |
|        | Imóvel à Rua dos Mundurucus, nº 1482                                                                                            |                         | Belém                   | 1° 27′ 45″ S, 48° 29′ 27″ O                             | bem tombado pelo DPHAC                                                                  |            |
|        | Imóvel à Rua dos Mundurucus, nº 1490                                                                                            |                         | Belém                   | 1° 27′ 45″ S, 48° 29′ 27″ O                             | bem tombado pelo DPHAC                                                                  |            |
|        | Quilombo Sucurijuquara |                         | Belém                   | 1° 05′ 04″ S, 48° 22′ 02″ O                             | quilombo tombado pela Constituição Federal do Brasil de 1988                            |            |
|        | Caixa d'Água de Ferro |                         | Belém                   | 1° 27′ 04″ S, 48° 28′ 10″ O                             | bem de interesse histórico em Belém                                                     |            |
|        | Avenida Governador José Malcher                                                                                                 |                         | Belém                   | 1° 26′ 58″ S, 48° 28′ 51″ O                             | bem tombado pelo IPHAN                                                                  |            |
|        | Memorial Magalhães Barata | 19 de abril de 1989     | Belém                   | 1° 26′ 56″ S, 48° 28′ 03″ O                             | bem de interesse histórico em Belém                                                     |            |
|        | Monumento à República | 15 de novembro de 1897  | Belém                   | 1° 27′ 07″ S, 48° 29′ 41″ O                             | bem de interesse histórico em Belém                                                     |            |
|        | Edifício na Avenida Nossa Senhora de Nazaré, 765                                                                                |                         | Belém                   | 1° 27′ 07″ S, 48° 29′ 11″ O                             | bem de interesse histórico em Belém                                                     |            |
|        | Largo do Redondo |                         | Belém                   | 1° 27′ 08″ S, 48° 29′ 11″ O                             | bem de interesse histórico em Belém                                                     |            |
|        | Bar do Parque |                         | Belém                   | 1° 27′ 11″ S, 48° 29′ 39″ O                             | bem de interesse histórico em Belém                                                     |            |
|        | Pavilhão de Música Santa Helena Magno                                                                                           |                         | Belém                   | 1° 27′ 07″ S, 48° 29′ 39″ O                             | bem de interesse histórico em Belém                                                     |            |
|        | Coreto da Praça General Magalhães                                                                                               |                         | Belém                   | 1° 26′ 41″ S, 48° 29′ 45″ O                             | bem de interesse histórico em Belém                                                     |            |
|        | Monumento ao Dr. José da Gama Malcher                                                                                           | 15 de agosto de 1889    | Belém                   | 1° 27′ 04″ S, 48° 30′ 02″ O                             | bem de interesse histórico em Belém                                                     |            |
|        | Monumento a Dom Frei Caetano | 15 de agosto de 1900    | Belém                   | 1° 27′ 19″ S, 48° 30′ 19″ O                             | bem de interesse histórico em Belém                                                     |            |
|        | Monumento a Lauro Sodré | 10 de junho de 1959     | Belém                   | 1° 27′ 05″ S, 48° 28′ 08″ O                             | bem de interesse histórico em Belém                                                     |            |
|        | Edifício na Travessa Quintino Bocaiuva, 1249                                                                                    |                         | Belém                   | 1° 27′ 02″ S, 48° 29′ 16″ O                             | bem de interesse histórico em Belém                                                     |            |
|        | Praça do Carmo |                         | Belém                   | 1° 27′ 29″ S, 48° 30′ 20″ O                             | bem de interesse histórico em Belém                                                     |            |
|        | Travessa Nove de Janeiro, 1663                                                                                                  |                         | Belém                   | 1° 27′ 16″ S, 48° 28′ 31″ O                             | bem de interesse histórico em Belém                                                     |            |
|        | Casa Rosada |                         | Belém                   | 1° 27′ 07″ S, 48° 28′ 19″ O                             | bem de interesse histórico em Belém                                                     |            |
|        | Hospital Dom Luiz I |                         | Belém                   | 1° 26′ 53″ S, 48° 29′ 00″ O                             | bem de interesse histórico em Belém                                                     |            |
|        | Edifício Costa Leite |                         | Belém                   | 1° 27′ 17″ S, 48° 29′ 37″ O                             | bem de interesse histórico em Belém                                                     |            |
|        | Edifício Piedade |                         | Belém                   | 1° 27′ 09″ S, 48° 29′ 46″ O                             | bem de interesse histórico em Belém                                                     |            |
|        | Edifício Renascença |                         | Belém                   | 1° 27′ 08″ S, 48° 29′ 47″ O                             | bem de interesse histórico em Belém                                                     |            |
|        | Capela do Soledade |                         | Belém                   | 1° 27′ 26″ S, 48° 29′ 23″ O                             | bem de interesse histórico em Belém                                                     |            |
|        | Travessa Quintino Bocaiúva, 1226                                                                                                |                         | Belém                   | 1° 27′ 02″ S, 48° 29′ 17″ O                             | bem de interesse histórico em Belém                                                     |            |
|        | Avenida Comandante Brás de Aguiar, 607                                                                                          |                         | Belém                   | 1° 27′ 16″ S, 48° 29′ 12″ O                             | bem de interesse histórico em Belém                                                     |            |
|        | Avenida Generalíssimo Deodoro, 413                                                                                              |                         | Belém                   | 1° 26′ 38″ S, 48° 28′ 57″ O                             | bem de interesse histórico em Belém                                                     |            |
|        | Capela da Ordem Terceira do Carmo                                                                                               |                         | Belém                   | 1° 27′ 31″ S, 48° 30′ 22″ O                             | bem de interesse histórico em Belém                                                     |            |
|        | Capela da Ordem Terceira de São Francisco                                                                                       |                         | Belém                   | 1° 26′ 54″ S, 48° 29′ 49″ O                             | bem de interesse histórico em Belém                                                     |            |
|        | Cemitério Protestante, Belém |                         | Belém                   | 1° 27′ 28″ S, 48° 29′ 26″ O                             | bem de interesse histórico em Belém                                                     |            |
|        | O anjo da morte | 1906                    | Belém                   |                                                         | bem de interesse histórico em Belém                                                     |            |
|        | Avenida Presidente Vargas, nº 645                                                                                               |                         | Belém                   | 1° 27′ 09″ S, 48° 29′ 41″ O                             | bem de interesse histórico em Belém                                                     |            |
|        | Casa do Ancião D. Macedo Costa                                                                                                  | 16 de novembro de 1901  | Belém                   | 1° 24′ 58″ S, 48° 26′ 40″ O                             | bem de interesse histórico em Belém bem tombado pelo DPHAC                              |            |
|        | Necrópole Israelita | 1842                    | Belém                   | 1° 27′ 29″ S, 48° 29′ 25″ O                             | bem de interesse histórico em Belém                                                     |            |
|        | Cemitério Judeu Antigo do Guamá                                                                                                 |                         | Belém                   |                                                         | bem de interesse histórico em Belém                                                     |            |
|        | Sinagoga Shaar Hashamaim |                         | Belém                   | 1° 27′ 20″ S, 48° 29′ 34″ O                             | bem de interesse histórico em Belém                                                     |            |
|        | Cemitério do Tucunduba |                         | Belém                   |                                                         | bem de interesse histórico em Belém                                                     |            |
|        | Cemitério da Ordem Terceira de São Francisco                                                                                    |                         | Belém                   | 1° 27′ 35″ S, 48° 28′ 09″ O                             | bem de interesse histórico em Belém                                                     |            |
|        | Hospício dos Lásaros do Tucunduba                                                                                               |                         | Belém                   |                                                         | bem de interesse histórico em Belém                                                     |            |
|        | Capela de Nossa Senhora da Conceição do Engenho Murutucu                                                                        | 1711                    | Belém                   | 1° 26′ 47″ S, 48° 25′ 40″ O                             | bem de interesse histórico em Belém                                                     |            |
|        | A. Mourão & Cia |                         | Belém                   | 1° 27′ 06″ S, 48° 30′ 07″ O                             | bem de interesse histórico em Belém                                                     |            |
|        | Farmácia Central |                         | Belém                   | 1° 27′ 12″ S, 48° 29′ 41″ O                             | bem de interesse histórico em Belém                                                     |            |
|        | Relógio na Praça Siqueira Campos                                                                                                | 5 de outubro de 1931    | Belém                   | 1° 27′ 14″ S, 48° 30′ 13″ O                             | bem de interesse histórico em Belém                                                     |            |
|        | Sede da Procuradoria da República no Estado do Pará                                                                             |                         | Belém                   | 1° 26′ 45″ S, 48° 28′ 53″ O                             | bem de interesse histórico em Belém                                                     |            |
|        | Casa Branca da rua Boaventura da Silva                                                                                          |                         | Belém                   | 1° 26′ 44″ S, 48° 28′ 36″ O                             | bem de interesse histórico em Belém                                                     |            |
|        | Casarão do Boneco |                         | Belém                   | 1° 27′ 44″ S, 48° 29′ 48″ O                             | bem de interesse histórico em Belém                                                     |            |
|        | Casa do Estudante da Universidade Federal do Pará                                                                               |                         | Belém                   | 1° 27′ 37″ S, 48° 29′ 53″ O                             | bem de interesse histórico em Belém                                                     |            |
|        | Prédio da Academia Paraense de Letras                                                                                           |                         | Belém                   | 1° 27′ 21″ S, 48° 30′ 04″ O                             | bem de interesse histórico em Belém                                                     |            |
|        | Casa Moura Ribeiro |                         | Belém                   | 1° 27′ 34″ S, 48° 29′ 34″ O                             | bem de interesse histórico em Belém                                                     |            |
|        | Centro de Memória TCE |                         | Belém                   | 1° 27′ 11″ S, 48° 29′ 10″ O                             | bem de interesse histórico em Belém                                                     |            |
|        | Largo de São João Batista |                         | Belém                   | 1° 27′ 26″ S, 48° 30′ 10″ O                             | bem de interesse histórico em Belém                                                     |            |
|        | Largo do Rosário |                         | Belém                   | 1° 27′ 10″ S, 48° 29′ 51″ O                             | bem de interesse histórico em Belém                                                     |            |
|        | Largo de São Braz |                         | Belém                   | 1° 26′ 56″ S, 48° 28′ 02″ O                             | bem de interesse histórico em Belém                                                     |            |
|        | Praça das Armas |                         | Belém                   | 1° 27′ 15″ S, 48° 30′ 19″ O                             | bem de interesse histórico em Belém                                                     |            |
|        | Praça Filipe Patroni | 1908                    | Belém                   | 1° 27′ 23″ S, 48° 30′ 07″ O                             | bem de interesse histórico em Belém                                                     |            |
|        | Praça Dom Pedro II |                         | Belém                   | 1° 27′ 15″ S, 48° 30′ 11″ O                             | bem de interesse histórico em Belém                                                     |            |
|        | Praça Barão do Rio Branco |                         | Belém                   | 1° 27′ 20″ S, 48° 29′ 40″ O                             | bem de interesse histórico em Belém                                                     |            |
|        | Menino Zezinho | 1888                    | Belém                   | 1° 27′ 27″ S, 48° 29′ 25″ O                             | bem de interesse histórico em Belém                                                     |            |
|        | Monumento ao General Gurjão | 1882                    | Belém                   | 1° 27′ 18″ S, 48° 30′ 12″ O                             | bem de interesse histórico em Belém                                                     |            |
|        | Sede da Secretaria de Estado de Transportes-Setran                                                                              |                         | Belém                   | 1° 25′ 11″ S, 48° 26′ 56″ O                             | bem de interesse histórico em Belém                                                     |            |
|        | Bairros da Cidade Velha e Campina                                                                                               |                         | Belém                   | 1° 27′ 40″ S, 48° 30′ 23″ O                             | bem tombado pelo IPHAN                                                                  |            |
|        | Mangueiras e Samaumeiras |                         | Belém                   | 1° 25′ 32″ S, 48° 26′ 37″ O                             | bem tombado pelo DPHAC                                                                  |            |
|        | Rua Siqueira Mendes, 144 |                         | Belém                   | 1° 27′ 26″ S, 48° 30′ 22″ O                             | bem de interesse histórico em Belém                                                     |            |
|        | Travessa Quintino Bocaiúva, 1423                                                                                                |                         | Belém                   | 1° 27′ 06″ S, 48° 29′ 12″ O                             | bem de interesse histórico em Belém                                                     |            |
|        | Travessa Quintino Bocaiúva, 616                                                                                                 |                         | Belém                   | 1° 26′ 46″ S, 48° 29′ 29″ O                             | bem de interesse histórico em Belém                                                     |            |
|        | Avenida Nazaré, 293 |                         | Belém                   | 1° 27′ 11″ S, 48° 29′ 24″ O                             | bem de interesse histórico em Belém                                                     |            |
|        | Avenida Nazaré, 210 |                         | Belém                   | 1° 27′ 13″ S, 48° 29′ 27″ O                             | bem de interesse histórico em Belém                                                     |            |
|        | Travessa Benjamin Constant, 506                                                                                                 |                         | Belém                   | 1° 26′ 52″ S, 48° 29′ 35″ O                             | bem de interesse histórico em Belém                                                     |            |
|        | Capela de São Pedro (Ilha de São Pedro)                                                                                         | década de 1800          | Belém                   | 1° 13′ 39″ S, 48° 22′ 08″ O                             | bem de interesse histórico em Belém                                                     |            |
|        | Museu Industrial da Ilha de São Pedro                                                                                           |                         | Belém                   | 1° 13′ 42″ S, 48° 22′ 04″ O                             | bem de interesse histórico em Belém                                                     |            |
|        | Solar do Barão de Japuri |                         | Belém                   | 1° 27′ 20″ S, 48° 30′ 14″ O                             | bem de interesse histórico em Belém                                                     |            |
|        | Teatro São Cristóvão |                         | Belém                   | 1° 27′ 05″ S, 48° 28′ 23″ O                             | bem tombado pelo DPHAC                                                                  |            |
|        | Praça Visconde do Rio Branco |                         | Belém                   |                                                         | bem tombado pelo DPHAC                                                                  |            |
|        | Rua Santo Antônio |                         | Belém                   |                                                         | bem tombado pelo DPHAC                                                                  |            |
|        | Travessa Frutuoso Guimarães |                         | Belém                   |                                                         | bem tombado pelo DPHAC                                                                  |            |
|        | Casa do Ferro de Engomar |                         | Belém                   | 1° 27′ 26″ S, 48° 29′ 35″ O                             | bem tombado pelo DPHAC                                                                  |            |
|        | Necrotério Municipal (Belém) | 22 de março de 1899     | Belém                   | 1° 27′ 12″ S, 48° 30′ 16″ O                             | bem de interesse histórico em Belém                                                     |            |
|        | Palacete Dioclécio Correa |                         | Belém                   | 1° 27′ 11″ S, 48° 28′ 57″ O                             | bem de interesse histórico em Belém                                                     |            |
|        | Concha Acústica da Praça Santuário                                                                                              |                         | Belém                   | 1° 27′ 10″ S, 48° 28′ 57″ O                             | bem de interesse histórico em Belém                                                     |            |
|        | Prédio da ENASA |                         | Belém                   | 1° 23′ 56″ S, 48° 29′ 29″ O                             | bem de interesse histórico em Belém                                                     |            |
|        | Coreto Dr. Egydio Sales |                         | Belém                   | 1° 27′ 36″ S, 48° 29′ 23″ O                             | bem de interesse histórico em Belém                                                     |            |
|        | Monumento de Getúlio Vargas |                         | Belém                   | 1° 26′ 50″ S, 48° 29′ 57″ O                             | bem de interesse histórico em Belém                                                     |            |
|        | Conjunto Arquitetônico da Avenida Senador Lemos, nº 465, 475, 483 e 493                                                         |                         | Belém                   | 1° 26′ 20″ S, 48° 29′ 19″ O                             | bem tombado pela PMB                                                                    |            |
|        | Residência Bittencourt |                         | Belém                   | 1° 26′ 40″ S, 48° 27′ 52″ O                             | bem tombado pela PMB                                                                    |            |
|        | Chafariz das Sereias |                         | Belém                   | 1° 27′ 15″ S, 48° 29′ 36″ O                             | bem de interesse histórico em Belém                                                     |            |
|        | Igreja de Santo Antônio de Lisboa                                                                                               |                         | Belém                   | 1° 27′ 32″ S, 48° 29′ 25″ O                             | bem de interesse histórico em Belém                                                     |            |
|        | Memorial Belém 400 Anos |                         | Belém                   | 1° 26′ 55″ S, 48° 29′ 57″ O                             | bem de interesse histórico em Belém                                                     |            |
|        | Monumento a Luis de Camões |                         | Belém                   | 1° 27′ 20″ S, 48° 30′ 21″ O                             | bem de interesse histórico em Belém                                                     |            |
|        | Monumento a Waldemar Henrique                                                                                                   |                         | Belém                   | 1° 26′ 49″ S, 48° 29′ 50″ O                             | bem de interesse histórico em Belém                                                     |            |
|        | Monumento ao Índio |                         | Belém                   | 1° 26′ 16″ S, 48° 29′ 13″ O                             | bem de interesse histórico em Belém                                                     |            |
|        | Monumento aos Intendentes |                         | Belém                   | 1° 25′ 49″ S, 48° 27′ 23″ O                             | bem de interesse histórico em Belém                                                     |            |
|        | Obelisco de Concreto |                         | Belém                   | 1° 26′ 54″ S, 48° 29′ 56″ O                             | bem de interesse histórico em Belém                                                     |            |
|        | Valorosos Comandantes da Marinha do Brasil                                                                                      |                         | Belém                   | 1° 27′ 44″ S, 48° 30′ 15″ O                             | bem de interesse histórico em Belém                                                     |            |
|        | Mulher Nua |                         | Belém                   | 1° 27′ 38″ S, 48° 29′ 23″ O                             | bem de interesse histórico em Belém                                                     |            |
|        | Flora |                         | Belém                   | 1° 27′ 05″ S, 48° 29′ 40″ O                             | bem de interesse histórico em Belém                                                     |            |
|        | Vênus |                         | Belém                   | 1° 27′ 07″ S, 48° 29′ 43″ O                             | bem de interesse histórico em Belém                                                     |            |
|        | Samaritana |                         | Belém                   | 1° 27′ 10″ S, 48° 29′ 40″ O                             | bem de interesse histórico em Belém                                                     |            |
|        | Ana Reta |                         | Belém                   | 1° 27′ 08″ S, 48° 29′ 38″ O                             | bem de interesse histórico em Belém                                                     |            |
|        | Aninga |                         | Belém                   | 1° 27′ 20″ S, 48° 30′ 23″ O                             | bem de interesse histórico em Belém                                                     |            |
|        | Laminas d’água - Cavernando |                         | Belém                   | 1° 27′ 56″ S, 48° 30′ 19″ O                             | bem de interesse histórico em Belém                                                     |            |
|        | Pássaros dos rios |                         | Belém                   | 1° 27′ 56″ S, 48° 30′ 19″ O                             | bem de interesse histórico em Belém                                                     |            |
|        | Museu de Arte Sacra |                         | Belém                   | 1° 27′ 18″ S, 48° 30′ 17″ O                             | bem de interesse histórico em Belém                                                     |            |
|        | Casarões da Orla |                         | Belém                   | 1° 09′ 52″ S, 48° 28′ 26″ O                             | bem de interesse histórico em Belém                                                     |            |
|        | Mercado Público Municipal |                         | Belém                   | 1° 09′ 54″ S, 48° 28′ 21″ O                             | bem de interesse histórico em Belém                                                     |            |
|        | Ruínas do Educandário Nogueira de Farias                                                                                        |                         | Belém                   | 1° 16′ 12″ S, 48° 33′ 29″ O                             | bem de interesse histórico em Belém                                                     |            |
|        | Ruínas do Engenho da Fazendinha                                                                                                 |                         | Belém                   | 1° 13′ 35″ S, 48° 32′ 23″ O                             | bem de interesse histórico em Belém                                                     |            |
|        | Capela de Santa Rosa de Lima |                         | Belém                   |                                                         | bem de interesse histórico em Belém                                                     |            |
|        | Antiga Estação de Trem de Icoaraci                                                                                              |                         | Belém                   | 1° 18′ 09″ S, 48° 29′ 07″ O                             | bem de interesse histórico em Belém                                                     |            |
|        | Centro de Formação e Aperfeiçoamento de Praças                                                                                  |                         | Belém                   | 1° 25′ 26″ S, 48° 27′ 13″ O                             | bem de interesse histórico em Belém                                                     |            |
|        | Sede Campestre Tuna Luso Brasileira                                                                                             |                         | Belém                   | 1° 25′ 04″ S, 48° 26′ 43″ O                             | bem de interesse histórico em Belém                                                     |            |
|        | Residência oficial de Miramar                                                                                                   |                         | Belém                   | 1° 24′ 24″ S, 48° 29′ 34″ O                             | bem de interesse histórico em Belém                                                     |            |
|        | Universidade Estadual do Pará                                                                                                   |                         | Belém                   | 1° 25′ 54″ S, 48° 29′ 17″ O                             | bem tombado pela PMB                                                                    |            |
|        | Complexo da Santa Casa de Misericórdia de Belém                                                                                 |                         | Belém                   | 1° 26′ 25″ S, 48° 28′ 55″ O                             | bem de interesse histórico em Belém                                                     |            |
|        | Residência Moderna n° 986 |                         | Belém                   | 1° 26′ 28″ S, 48° 27′ 40″ O                             | bem de interesse histórico em Belém                                                     |            |
|        | Solar Aminthas de Lemos |                         | Belém                   | 1° 25′ 57″ S, 48° 27′ 20″ O                             | bem de interesse histórico em Belém                                                     |            |
|        | Sede da Universidade Federal Rural da Amazônia                                                                                  |                         | Belém                   | 1° 27′ 16″ S, 48° 26′ 19″ O                             | bem tombado pela PMB                                                                    |            |
|        | Associação de ex-combatentes do Brasil                                                                                          |                         | Belém                   | 1° 26′ 53″ S, 48° 28′ 05″ O                             | bem de interesse histórico em Belém                                                     |            |
|        | Federação Educacional Infanto Juvenil                                                                                           |                         | Belém                   | 1° 27′ 05″ S, 48° 28′ 24″ O                             | bem de interesse histórico em Belém                                                     |            |
|        | Sede Social do Paysandu |                         | Belém                   | 1° 27′ 12″ S, 48° 29′ 21″ O                             | bem de interesse histórico em Belém                                                     |            |
|        | Conjunto arquitetônico à Travessa Benjamin Constant                                                                             |                         | Belém                   | 1° 27′ 04″ S, 48° 29′ 25″ O                             | bem de interesse histórico em Belém                                                     |            |
|        | Edifício do Tribunal de Justiça do Estado do Pará                                                                               |                         | Belém                   | 1° 25′ 31″ S, 48° 27′ 07″ O                             | bem de interesse histórico em Belém                                                     |            |
|        | Conjunto arquitetônico à Avenida Nazaré                                                                                         |                         | Belém                   |                                                         | bem tombado pelo IPHAN                                                                  |            |
|        | Conjunto Arquitetônico à Av. Gov. José Malcher                                                                                  |                         | Belém                   |                                                         | bem tombado pelo IPHAN                                                                  |            |
|        | Edifício do IPHAN Pará |                         | Belém                   | 1° 27′ 07″ S, 48° 29′ 21″ O                             | bem tombado pelo IPHAN                                                                  |            |
|        | Edifício Dom Carlos |                         | Belém                   | 1° 26′ 47″ S, 48° 29′ 27″ O                             | bem de interesse histórico em Belém                                                     |            |
|        | União Espírita Paraense |                         | Belém                   | 1° 27′ 06″ S, 48° 29′ 45″ O                             | bem de interesse histórico em Belém                                                     |            |
|        | Residência Modernista à Trav. Quintino Bocaiúva, 2078                                                                           |                         | Belém                   | 1° 27′ 27″ S, 48° 29′ 08″ O                             | bem de interesse histórico em Belém                                                     |            |
|        | Casa Gabbay |                         | Belém                   | 1° 27′ 42″ S, 48° 29′ 20″ O                             | bem de interesse histórico em Belém                                                     |            |
|        | Residência Modernista à Tv. Padre Eutíquio, 1370                                                                                |                         | Belém                   | 1° 27′ 34″ S, 48° 29′ 33″ O                             | bem de interesse histórico em Belém                                                     |            |
|        | Loja Maçônica Renascença |                         | Belém                   | 1° 27′ 33″ S, 48° 29′ 31″ O                             | bem de interesse histórico em Belém                                                     |            |
|        | Residência moderna à R. Presidente Pernambuco, 329                                                                              |                         | Belém                   | 1° 27′ 29″ S, 48° 29′ 33″ O                             | bem de interesse histórico em Belém                                                     |            |
|        | Residência moderna à R. Presidente Pernambuco, 247                                                                              |                         | Belém                   | 1° 27′ 26″ S, 48° 29′ 34″ O                             | bem de interesse histórico em Belém                                                     |            |
|        | Sobrado Azulejado |                         | Belém                   | 1° 27′ 10″ S, 48° 29′ 59″ O                             | bem de interesse histórico em Belém                                                     |            |
|        | Antiga Escola de Engenharia |                         | Belém                   | 1° 27′ 10″ S, 48° 29′ 59″ O                             | bem de interesse histórico em Belém                                                     |            |
|        | Loja Maçônica Aurora |                         | Belém                   | 1° 27′ 22″ S, 48° 29′ 47″ O                             | bem de interesse histórico em Belém                                                     |            |
|        | Sinagoga Eshel Abraham |                         | Belém                   | 1° 27′ 18″ S, 48° 29′ 48″ O                             | bem de interesse histórico em Belém                                                     |            |
|        | Imóvel à Blvd. Castilhos França, 580                                                                                            |                         | Belém                   | 1° 26′ 58″ S, 48° 29′ 59″ O                             | bem tombado pelo IPHAN                                                                  |            |
|        | O edifício do jornal O Liberal                                                                                                  |                         | Belém                   | 1° 26′ 58″ S, 48° 29′ 59″ O                             | bem tombado pelo IPHAN                                                                  |            |
|        | Imóvel à Blvd. Castilhos França esquina com Trav. 1° de Março                                                                   |                         | Belém                   | 1° 26′ 57″ S, 48° 29′ 58″ O                             | bem tombado pelo IPHAN                                                                  |            |
|        | Imóvel de fachada azulejada à Blvd. Castilhos França                                                                            |                         | Belém                   | 1° 26′ 58″ S, 48° 29′ 59″ O                             | bem tombado pelo IPHAN                                                                  |            |
|        | Ruínas à Blvd. Castilhos França                                                                                                 |                         | Belém                   | 1° 26′ 58″ S, 48° 30′ 00″ O                             | bem tombado pelo IPHAN                                                                  |            |
|        | Ruínas à Blvd. Castilhos França, 550B                                                                                           |                         | Belém                   | 1° 26′ 59″ S, 48° 30′ 00″ O                             | bem tombado pelo IPHAN                                                                  |            |
|        | Ruínas à Blvd. Castilhos França, 548                                                                                            |                         | Belém                   | 1° 26′ 59″ S, 48° 30′ 00″ O                             | bem tombado pelo IPHAN                                                                  |            |
|        | Imóvel à Blvd. Castilhos França, 550                                                                                            |                         | Belém                   | 1° 26′ 59″ S, 48° 30′ 01″ O                             | bem tombado pelo IPHAN                                                                  |            |
|        | Imóvel à Blvd. Castilhos França, 522 / 523                                                                                      |                         | Belém                   | 1° 26′ 59″ S, 48° 30′ 01″ O                             | bem tombado pelo IPHAN                                                                  |            |
|        | Imóvel à Blvd. Castilhos França, 504                                                                                            |                         | Belém                   | 1° 26′ 59″ S, 48° 30′ 01″ O                             | bem tombado pelo IPHAN                                                                  |            |
|        | Imóvel à Boulevard Castilhos França, nº 346                                                                                     |                         | Belém                   | 1° 27′ 03″ S, 48° 30′ 05″ O                             | bem tombado pelo IPHAN                                                                  |            |
|        | Imóvel à Boulevard Castilhos França, nº 324                                                                                     |                         | Belém                   | 1° 27′ 03″ S, 48° 30′ 06″ O                             | bem tombado pelo IPHAN                                                                  |            |
|        | Imóvel à Boulevard Castilhos França, nº 312                                                                                     |                         | Belém                   | 1° 27′ 03″ S, 48° 30′ 06″ O                             | bem tombado pelo IPHAN                                                                  |            |
|        | Imóvel à Boulevard Castilhos França, nº 294                                                                                     |                         | Belém                   | 1° 27′ 04″ S, 48° 30′ 06″ O                             | bem tombado pelo IPHAN                                                                  |            |
|        | Imóvel à Boulevard Castilhos França, nº 290                                                                                     |                         | Belém                   | 1° 27′ 04″ S, 48° 30′ 07″ O                             | bem tombado pelo IPHAN                                                                  |            |
|        | Imóvel à Boulevard Castilhos França, nº 278                                                                                     |                         | Belém                   | 1° 27′ 04″ S, 48° 30′ 07″ O                             | bem tombado pelo IPHAN                                                                  |            |
|        | Imóvel à Boulevard Castilhos França, esquina com Travessa Campos Sales                                                          |                         | Belém                   | 1° 27′ 05″ S, 48° 30′ 08″ O                             | bem tombado pelo IPHAN                                                                  |            |
|        | Imóvel à Boulevard Castilhos França, nº 224                                                                                     |                         | Belém                   | 1° 27′ 05″ S, 48° 30′ 08″ O                             | bem tombado pelo IPHAN                                                                  |            |
|        | Imóvel à Boulevard Castilhos França, nº 218                                                                                     |                         | Belém                   | 1° 27′ 05″ S, 48° 30′ 08″ O                             | bem tombado pelo IPHAN                                                                  |            |
|        | Imóvel à Boulevard Castilhos França, nº 208                                                                                     |                         | Belém                   | 1° 27′ 06″ S, 48° 30′ 09″ O                             | bem tombado pelo IPHAN                                                                  |            |
|        | Imóvel à Boulevard Castilhos França, nº 200                                                                                     |                         | Belém                   | 1° 27′ 06″ S, 48° 30′ 09″ O                             | bem tombado pelo IPHAN                                                                  |            |
|        | Imóvel à Boulevard Castilhos França esquina com Travessa Padre Eutiquio                                                         |                         | Belém                   | 1° 27′ 06″ S, 48° 30′ 09″ O                             | bem tombado pelo IPHAN                                                                  |            |
|        | Imóvel à Boulevard Castilhos França, nº 188                                                                                     |                         | Belém                   | 1° 27′ 06″ S, 48° 30′ 09″ O                             | bem tombado pelo IPHAN                                                                  |            |
|        | Imóvel à Boulevard Castilhos França, nº 168                                                                                     |                         | Belém                   | 1° 27′ 07″ S, 48° 30′ 10″ O                             | bem tombado pelo IPHAN                                                                  |            |
|        | Imóvel à Boulevard Castilhos França, nº 156                                                                                     |                         | Belém                   | 1° 27′ 07″ S, 48° 30′ 10″ O                             | bem tombado pelo IPHAN                                                                  |            |
|        | Imóvel à Boulevard Castilhos França esquina com Travessa Oriental do Mercado                                                    |                         | Belém                   | 1° 27′ 07″ S, 48° 30′ 10″ O                             | bem tombado pelo IPHAN                                                                  |            |
|        | Sede Náutica do Club do Remo |                         | Belém                   | 1° 27′ 21″ S, 48° 30′ 21″ O                             | bem tombado pelo IPHAN                                                                  |            |
|        | Antiga sede da FUMBEL |                         | Belém                   | 1° 27′ 21″ S, 48° 30′ 22″ O                             | bem tombado pelo IPHAN                                                                  |            |
|        | Imóvel à Rua Padre Champagnat, nº 302                                                                                           |                         | Belém                   | 1° 27′ 21″ S, 48° 30′ 20″ O                             | bem tombado pelo IPHAN                                                                  |            |
|        | Imóvel à Rua Padre Champagnat, nº 294                                                                                           |                         | Belém                   | 1° 27′ 21″ S, 48° 30′ 20″ O                             | bem tombado pelo IPHAN                                                                  |            |
|        | Imóvel à Rua Padre Champagnat, nº 284                                                                                           |                         | Belém                   | 1° 27′ 22″ S, 48° 30′ 20″ O                             | bem tombado pelo IPHAN                                                                  |            |
|        | Imóvel à Avenida Portugal, nº 359                                                                                               |                         | Belém                   | 1° 27′ 19″ S, 48° 30′ 07″ O                             | bem tombado pelo IPHAN                                                                  |            |
|        | Imóvel à Rua Desenbargador Ignácio Guilhon, nº 106                                                                              |                         | Belém                   | 1° 27′ 20″ S, 48° 30′ 07″ O                             | bem tombado pelo IPHAN                                                                  |            |
|        | Imóvel à Rua Desenbargador Ignácio Guilhon, nº 45                                                                               |                         | Belém                   | 1° 27′ 20″ S, 48° 30′ 06″ O                             | bem tombado pelo IPHAN                                                                  |            |
|        | Antiga Estação do Bondinho de Belém                                                                                             |                         | Belém                   | 1° 27′ 18″ S, 48° 30′ 07″ O                             | bem tombado pelo IPHAN                                                                  |            |
|        | Imóvel à Avenida Portugal, nº 323                                                                                               |                         | Belém                   | 1° 27′ 18″ S, 48° 30′ 07″ O                             | bem tombado pelo IPHAN                                                                  |            |
|        | Imóvel à Avenida Portugal |                         | Belém                   | 1° 27′ 19″ S, 48° 30′ 07″ O                             | bem tombado pelo IPHAN                                                                  |            |
|        | Manolito |                         | Belém                   | 1° 27′ 13″ S, 48° 30′ 11″ O                             | bem tombado pelo IPHAN                                                                  |            |
|        | Imóvel à Rua Conselheiro João Alfredo, nº 10                                                                                    |                         | Belém                   | 1° 27′ 14″ S, 48° 30′ 10″ O                             | bem tombado pelo IPHAN                                                                  |            |
|        | Imóvel à Avenida Portugal, nº 183                                                                                               |                         | Belém                   | 1° 27′ 15″ S, 48° 30′ 10″ O                             | bem tombado pelo IPHAN                                                                  |            |
|        | Imóvel à Avenida Portugal, nº 191                                                                                               |                         | Belém                   | 1° 27′ 15″ S, 48° 30′ 10″ O                             | bem tombado pelo IPHAN                                                                  |            |
|        | Imóvel à Avenida Portugal, nº 197                                                                                               |                         | Belém                   | 1° 27′ 15″ S, 48° 30′ 09″ O                             | bem tombado pelo IPHAN                                                                  |            |
|        | Imóvel à Avenida Portugal, nº 201                                                                                               |                         | Belém                   | 1° 27′ 15″ S, 48° 30′ 09″ O                             | bem tombado pelo IPHAN                                                                  |            |
|        | Imóvel à Avenida Portugal, nº 207                                                                                               |                         | Belém                   | 1° 27′ 15″ S, 48° 30′ 09″ O                             | bem tombado pelo IPHAN                                                                  |            |
|        | Imóvel à Avenida Portugal (Marisa)                                                                                              |                         | Belém                   | 1° 27′ 16″ S, 48° 30′ 09″ O                             | bem tombado pelo IPHAN                                                                  |            |
|        | Imóvel à Avenida Portugal, nº 213                                                                                               |                         | Belém                   | 1° 27′ 16″ S, 48° 30′ 09″ O                             | bem tombado pelo IPHAN                                                                  |            |
|        | Imóvel à Avenida Portugal (Ponte Magazine)                                                                                      |                         | Belém                   | 1° 27′ 16″ S, 48° 30′ 09″ O                             | bem tombado pelo IPHAN                                                                  |            |
|        | Imóvel à Avenida Portugal, nº 251                                                                                               |                         | Belém                   | 1° 27′ 16″ S, 48° 30′ 08″ O                             | bem tombado pelo IPHAN                                                                  |            |
|        | Imóvel à Avenida Portugal, nº 265                                                                                               |                         | Belém                   | 1° 27′ 17″ S, 48° 30′ 08″ O 1° 27′ 10″ S, 48° 30′ 13″ O | bem tombado pelo IPHAN                                                                  |            |
|        | Imóvel à Avenida Portugal, nº 271                                                                                               |                         | Belém                   | 1° 27′ 17″ S, 48° 30′ 08″ O                             | bem tombado pelo IPHAN                                                                  |            |
|        | Imóvel à Avenida Portugal esquina com Rua Treze de Maio                                                                         |                         | Belém                   | 1° 27′ 17″ S, 48° 30′ 08″ O                             | bem tombado pelo IPHAN                                                                  |            |
|        | Imóvel à Avenida Portugal, nº 61                                                                                                |                         | Belém                   | 1° 27′ 12″ S, 48° 30′ 12″ O                             | bem tombado pelo IPHAN                                                                  |            |
|        | Imóvel à Avenida Portugal, nº 57                                                                                                |                         | Belém                   | 1° 27′ 12″ S, 48° 30′ 12″ O                             | bem tombado pelo IPHAN                                                                  |            |
|        | Imóvel à Avenida Portugal, nº 55                                                                                                |                         | Belém                   | 1° 27′ 11″ S, 48° 30′ 12″ O                             | bem tombado pelo IPHAN                                                                  |            |
|        | Imóvel à Avenida Portugal, nº 49                                                                                                |                         | Belém                   | 1° 27′ 11″ S, 48° 30′ 13″ O                             | bem tombado pelo IPHAN                                                                  |            |
|        | Imóvel à Avenida Portugal, nº 43                                                                                                |                         | Belém                   | 1° 27′ 11″ S, 48° 30′ 13″ O                             | bem tombado pelo IPHAN                                                                  |            |
|        | Imóvel à Avenida Portugal, nº 31                                                                                                |                         | Belém                   | 1° 27′ 11″ S, 48° 30′ 13″ O                             | bem tombado pelo IPHAN                                                                  |            |
|        | Imóvel à Avenida Portugal, nº 25                                                                                                |                         | Belém                   | 1° 27′ 11″ S, 48° 30′ 13″ O                             | bem tombado pelo IPHAN                                                                  |            |
|        | Imóvel à Boulevard Castilhos França, nº 24                                                                                      |                         | Belém                   | 1° 27′ 10″ S, 48° 30′ 13″ O                             | bem tombado pelo IPHAN                                                                  |            |
|        | Imóvel à Boulevard Castilhos França, nº 42                                                                                      |                         | Belém                   | 1° 27′ 10″ S, 48° 30′ 13″ O                             | bem tombado pelo IPHAN                                                                  |            |
|        | Imóvel à Avenida Portugal, nº 56                                                                                                |                         | Belém                   | 1° 27′ 09″ S, 48° 30′ 12″ O                             | bem tombado pelo IPHAN                                                                  |            |
|        | Imóvel à Avenida Portugal, nº 62                                                                                                |                         | Belém                   | 1° 27′ 09″ S, 48° 30′ 12″ O                             | bem tombado pelo IPHAN                                                                  |            |
|        | Imóvel à Boulevard Castilhos França, nº 70                                                                                      |                         | Belém                   | 1° 27′ 09″ S, 48° 30′ 12″ O                             | bem tombado pelo IPHAN                                                                  |            |
|        | Imóvel à Travessa Marquês de Pombal, nº 154                                                                                     |                         | Belém                   | 1° 27′ 17″ S, 48° 30′ 14″ O                             | bem tombado pelo IPHAN                                                                  |            |
|        | Imóvel à Rua Padre Champagnat, nº 89                                                                                            |                         | Belém                   | 1° 27′ 16″ S, 48° 30′ 14″ O                             | bem tombado pelo IPHAN                                                                  |            |
|        | Imóvel à Rua Padre Champagnat, nº 81                                                                                            |                         | Belém                   | 1° 27′ 16″ S, 48° 30′ 14″ O                             | bem tombado pelo IPHAN                                                                  |            |
|        | Imóvel à Travessa Marquês de Pombal, nº 138                                                                                     |                         | Belém                   | 1° 27′ 16″ S, 48° 30′ 14″ O                             | bem tombado pelo IPHAN                                                                  |            |
|        | Imóvel à Travessa Marquês de Pombal, nº 128                                                                                     |                         | Belém                   | 1° 27′ 16″ S, 48° 30′ 14″ O                             | bem tombado pelo IPHAN                                                                  |            |
|        | Imóvel à Travessa Marquês de Pombal, nº 122                                                                                     |                         | Belém                   | 1° 27′ 15″ S, 48° 30′ 15″ O                             | bem tombado pelo IPHAN                                                                  |            |
|        | Imóvel à Travessa Marquês de Pombal                                                                                             |                         | Belém                   | 1° 27′ 15″ S, 48° 30′ 15″ O                             | bem tombado pelo IPHAN                                                                  |            |
|        | Imóvel à Travessa Marquês de Pombal, nº 104                                                                                     |                         | Belém                   | 1° 27′ 15″ S, 48° 30′ 15″ O                             | bem tombado pelo IPHAN                                                                  |            |
|        | Imóvel à Travessa Marquês de Pombal, nº 98                                                                                      |                         | Belém                   | 1° 27′ 15″ S, 48° 30′ 15″ O                             | bem tombado pelo IPHAN                                                                  |            |
|        | Imóvel à Travessa Marquês de Pombal, nº 84                                                                                      |                         | Belém                   | 1° 27′ 15″ S, 48° 30′ 15″ O                             | bem tombado pelo IPHAN                                                                  |            |
|        | Imóvel à Travessa Marquês de Pombal, nº 76                                                                                      |                         | Belém                   | 1° 27′ 14″ S, 48° 30′ 15″ O                             | bem tombado pelo IPHAN                                                                  |            |
|        | Imóvel à Travessa Marquês de Pombal, nº 68                                                                                      |                         | Belém                   | 1° 27′ 14″ S, 48° 30′ 16″ O                             | bem tombado pelo IPHAN                                                                  |            |
|        | Imóvel à Travessa Marquês de Pombal, nº 60                                                                                      |                         | Belém                   | 1° 27′ 14″ S, 48° 30′ 16″ O                             | bem tombado pelo IPHAN                                                                  |            |
|        | Imóvel à Travessa Marquês de Pombal, nº 48                                                                                      |                         | Belém                   | 1° 27′ 14″ S, 48° 30′ 16″ O                             | bem tombado pelo IPHAN                                                                  |            |
|        | Imóvel à Travessa Marquês de Pombal, nº 44                                                                                      |                         | Belém                   | 1° 27′ 13″ S, 48° 30′ 16″ O                             | bem tombado pelo IPHAN                                                                  |            |
|        | Imóvel à Rua Ladeira do Castelo, nº 3                                                                                           |                         | Belém                   | 1° 27′ 15″ S, 48° 30′ 16″ O                             | bem tombado pelo IPHAN                                                                  |            |
|        | Imóvel à Travessa Félix Rocque, nº 344                                                                                          |                         | Belém                   | 1° 27′ 23″ S, 48° 30′ 13″ O                             | bem tombado pelo IPHAN                                                                  |            |
|        | Imóvel à Travessa Félix Rocque, nº 332                                                                                          |                         | Belém                   | 1° 27′ 23″ S, 48° 30′ 13″ O                             | bem tombado pelo IPHAN                                                                  |            |
|        | Imóvel à Travessa Félix Rocque, nº 290                                                                                          |                         | Belém                   | 1° 27′ 23″ S, 48° 30′ 13″ O                             | bem tombado pelo IPHAN                                                                  |            |
|        | Imóvel à Travessa Félix Rocque, nº 322                                                                                          |                         | Belém                   | 1° 27′ 23″ S, 48° 30′ 13″ O                             | bem tombado pelo IPHAN                                                                  |            |
|        | Imóvel à Travessa Félix Rocque, nº 316                                                                                          |                         | Belém                   | 1° 27′ 23″ S, 48° 30′ 13″ O                             | bem tombado pelo IPHAN                                                                  |            |
|        | Imóvel à Travessa Félix Rocque, nº 268                                                                                          |                         | Belém                   | 1° 27′ 23″ S, 48° 30′ 14″ O                             | bem tombado pelo IPHAN                                                                  |            |
|        | Ruínas à Travessa Félix Rocque                                                                                                  |                         | Belém                   | 1° 27′ 23″ S, 48° 30′ 14″ O                             | bem tombado pelo IPHAN                                                                  |            |
|        | Imóvel à Rua Félix Roque, nº 262                                                                                                |                         | Belém                   | 1° 27′ 23″ S, 48° 30′ 14″ O                             | bem tombado pelo IPHAN                                                                  |            |
|        | Imóvel à Rua Dona Tomázia Perdigão, nº 174 / 178                                                                                |                         | Belém                   | 1° 27′ 23″ S, 48° 30′ 12″ O                             | bem tombado pelo IPHAN                                                                  |            |
|        | Imóvel à Rua Dona Tomázia Perdigão, nº 180 / 190                                                                                |                         | Belém                   | 1° 27′ 23″ S, 48° 30′ 12″ O                             | bem tombado pelo IPHAN                                                                  |            |
|        | Edifício da Assembleia Legislativa do Estado do Pará                                                                            |                         | Belém                   | 1° 27′ 22″ S, 48° 30′ 14″ O                             | bem tombado pelo IPHAN                                                                  |            |
|        | Imóvel à Praça Dom Pedro I |                         | Belém                   | 1° 27′ 21″ S, 48° 30′ 14″ O                             | bem tombado pelo IPHAN                                                                  |            |
|        | Imóvel à Praça Dom Pedro I, nº 64                                                                                               |                         | Belém                   | 1° 27′ 20″ S, 48° 30′ 14″ O                             | bem tombado pelo IPHAN                                                                  |            |
|        | Edifício do Instituto Histórico e Geográfico do Pará                                                                            |                         | Belém                   | 1° 27′ 20″ S, 48° 30′ 15″ O                             | bem tombado pelo IPHAN                                                                  |            |
|        | Imóvel à Praça Dom Pedro I, nº 40                                                                                               |                         | Belém                   | 1° 27′ 20″ S, 48° 30′ 15″ O                             | bem tombado pelo IPHAN                                                                  |            |
|        | Imóvel à Praça Dom Pedro I, nº 30                                                                                               |                         | Belém                   | 1° 27′ 19″ S, 48° 30′ 15″ O                             | bem tombado pelo IPHAN                                                                  |            |
|        | Imóvel à Praça Dom Pedro I esquina com Rua Padre Champagnat                                                                     |                         | Belém                   | 1° 27′ 19″ S, 48° 30′ 15″ O                             | bem tombado pelo IPHAN                                                                  |            |
|        | Imóvel à Rua Padre Champagnat esquina com Rua Doutor Malcher                                                                    |                         | Belém                   | 1° 27′ 20″ S, 48° 30′ 16″ O                             | bem tombado pelo IPHAN                                                                  |            |
|        | Imóvel à Rua Doutor Malcher, nº 09                                                                                              |                         | Belém                   | 1° 27′ 20″ S, 48° 30′ 16″ O                             | bem tombado pelo IPHAN                                                                  |            |
|        | Imóvel à Rua Doutor Malcher, nº 15                                                                                              |                         | Belém                   | 1° 27′ 20″ S, 48° 30′ 16″ O                             | bem tombado pelo IPHAN                                                                  |            |
|        | Imóvel à Travessa Benjamin Constant, nº 1321                                                                                    |                         | Belém                   | 1° 27′ 12″ S, 48° 29′ 19″ O                             | bem de interesse histórico em Belém                                                     |            |
|        | Imóvel à Travessa Benjamin Constant, nº 1329                                                                                    |                         | Belém                   | 1° 27′ 13″ S, 48° 29′ 18″ O                             | bem de interesse histórico em Belém                                                     |            |
|        | Imóvel à Travessa Benjamin Constant, nº 1337                                                                                    |                         | Belém                   | 1° 27′ 13″ S, 48° 29′ 18″ O                             | bem de interesse histórico em Belém                                                     |            |
|        | Imóvel à Travessa Benjamin Constant, nº 1345                                                                                    |                         | Belém                   | 1° 27′ 13″ S, 48° 29′ 18″ O                             | bem de interesse histórico em Belém                                                     |            |
|        | Imóvel à Travessa Benjamin Constant, nº 1353                                                                                    |                         | Belém                   | 1° 27′ 13″ S, 48° 29′ 18″ O                             | bem de interesse histórico em Belém                                                     |            |
|        | Imóvel à Travessa Benjamin Constant, nº 1361                                                                                    |                         | Belém                   | 1° 27′ 14″ S, 48° 29′ 18″ O                             | bem de interesse histórico em Belém                                                     |            |
|        | Imóvel à Avenida José Malchior, nº 484                                                                                          |                         | Belém                   | 1° 27′ 07″ S, 48° 29′ 21″ O                             | bem tombado pelo IPHAN                                                                  |            |
|        | Imóvel à Avenida Governador José Malcher, nº 447                                                                                |                         | Belém                   | 1° 27′ 06″ S, 48° 29′ 22″ O                             | bem tombado pelo IPHAN                                                                  |            |
|        | Imóvel à Avenida Governador José Malcher, nº 423                                                                                |                         | Belém                   | 1° 27′ 07″ S, 48° 29′ 23″ O                             | bem tombado pelo IPHAN                                                                  |            |
|        | Imóvel à Avenida Nazaré, nº 482                                                                                                 |                         | Belém                   | 1° 27′ 11″ S, 48° 29′ 19″ O                             | bem tombado pelo IPHAN                                                                  |            |
|        | Imóvel à Avenida Nazaré, nº 427                                                                                                 |                         | Belém                   | 1° 27′ 09″ S, 48° 29′ 20″ O                             | bem tombado pelo IPHAN                                                                  |            |
|        | Imóvel à Avenida Nazaré, nº 435                                                                                                 |                         | Belém                   | 1° 27′ 10″ S, 48° 29′ 19″ O                             | bem tombado pelo IPHAN                                                                  |            |
|        | Imóvel à Avenida Nazaré, nº 441                                                                                                 |                         | Belém                   | 1° 27′ 09″ S, 48° 29′ 19″ O                             | bem tombado pelo IPHAN                                                                  |            |
|        | Imóvel à Avenida Nazaré, nº 449                                                                                                 |                         | Belém                   | 1° 27′ 10″ S, 48° 29′ 19″ O                             | bem tombado pelo IPHAN                                                                  |            |
|        | Imóvel à Avenida Nazaré, nº 457                                                                                                 |                         | Belém                   | 1° 27′ 10″ S, 48° 29′ 19″ O                             | bem tombado pelo IPHAN                                                                  |            |
|        | Ruínas à Avenida Nazaré |                         | Belém                   | 1° 27′ 10″ S, 48° 29′ 19″ O                             | bem tombado pelo IPHAN                                                                  |            |
|        | Pavilhão de Música Euterpe | 1896                    | Belém                   | 1° 27′ 12″ S, 48° 29′ 36″ O                             | bem de interesse histórico em Belém                                                     |            |
|        | Coreto Circular |                         | Belém                   | 1° 27′ 05″ S, 48° 29′ 39″ O                             | bem de interesse histórico em Belém                                                     |            |
|        | Colunas da Praça da República                                                                                                   |                         | Belém                   | 1° 27′ 04″ S, 48° 29′ 40″ O                             | bem de interesse histórico em Belém                                                     |            |
|        | Biblioteca do Museu Emílio Goeldi                                                                                               |                         | Belém                   |                                                         | bem tombado pelo IPHAN                                                                  |            |

| Imagem | Bem | Data de fundação        | Localização                                    | Coordenadas                                             | Tombamento                                                                              | Referência |
| ------ | --- | ----------------------- | ---------------------------------------------- | ------------------------------------------------------- | --------------------------------------------------------------------------------------- | ---------- |
|        | Estádio Estadual Jornalista Edgar Augusto Proença                                                                               | 4 de março de 1978      | Belém                                          | 1° 22′ 52″ S, 48° 26′ 38″ O                             | bem de interesse histórico em Belém                                                     |            |
|        | Theatro da Paz | 15 de fevereiro de 1878 | Belém                                          | 1° 27′ 10″ S, 48° 29′ 37″ O                             | bem tombado pelo IPHAN património histórico                                             |            |
|        | Catedral Metropolitana de Belém                                                                                                 | 1748                    | Belém                                          | 1° 27′ 22″ S, 48° 30′ 17″ O                             | bem tombado pelo IPHAN Património de Influência Portuguesa (base de dados)              |            |
|        | Estádio Leônidas Sodré de Castro                                                                                                | 14 de junho de 1914     | Belém                                          | 1° 26′ 38″ S, 48° 27′ 47″ O                             | bem de interesse histórico em Belém                                                     |            |
|        | Basílica de Nossa Senhora de Nazaré                                                                                             | 1909                    | Belém                                          | 1° 27′ 10″ S, 48° 28′ 52″ O                             | bem tombado pelo DPHAC                                                                  |            |
|        | Biblioteca Municipal Avertano Rocha                                                                                             |                         | Belém Icoaraci                                 | 1° 18′ 03″ S, 48° 29′ 21″ O                             | bem tombado pela PMB                                                                    |            |
|        | Campina |                         | Belém                                          | 1° 27′ 15″ S, 48° 29′ 58″ O                             | bem tombado pelo IPHAN                                                                  |            |
|        | Capela Pombo (Belém) |                         | Belém                                          | 1° 27′ 10″ S, 48° 30′ 00″ O                             | bem de interesse histórico em Belém                                                     |            |
|        | Feliz Lusitânia | 1616                    | Belém Conquista do Pará                        | 1° 27′ 19″ S, 48° 30′ 16″ O                             | património histórico do Brasil                                                          |            |
|        | Forte do Castelo de Belém |                         | Belém                                          | 1° 27′ 16″ S, 48° 30′ 19″ O                             | Património de Influência Portuguesa (base de dados) bem tombado pelo IPHAN              |            |
|        | Igreja de Nossa Senhora da Santíssima Trindade (Belém)                                                                          | 1 de junho de 1814      | Belém                                          | 1° 27′ 22″ S, 48° 29′ 39″ O                             | bem de interesse histórico em Belém bem tombado pelo DPHAC                              |            |
|        | Igreja de Nossa Senhora das Mercês                                                                                              | 1748                    | Belém                                          | 1° 27′ 02″ S, 48° 30′ 04″ O                             | Património de Influência Portuguesa (base de dados) bem tombado pelo IPHAN              |            |
|        | Igreja de Nossa Senhora do Carmo                                                                                                | 1627                    | Belém                                          | 1° 27′ 32″ S, 48° 30′ 21″ O                             | Património de Influência Portuguesa (base de dados) bem tombado pelo IPHAN              |            |
|        | Igreja de Nossa Senhora do Rosário (Belém)                                                                                      |                         | Belém                                          | 1° 27′ 09″ S, 48° 29′ 50″ O                             | Património de Influência Portuguesa (base de dados) bem tombado pelo IPHAN              |            |
|        | Igreja de Santana | 1762                    | Belém                                          | 1° 27′ 05″ S, 48° 29′ 55″ O                             | Património de Influência Portuguesa (base de dados) bem tombado pelo IPHAN              |            |
|        | Igreja de São João Batista | 1622                    | Belém                                          | 1° 27′ 27″ S, 48° 30′ 10″ O                             | Património de Influência Portuguesa (base de dados) bem tombado pelo IPHAN              |            |
|        | Igreja e Colégio de Santo Alexandre                                                                                             |                         | Belém                                          | 1° 27′ 19″ S, 48° 30′ 10″ O                             | bem tombado pelo IPHAN Património de Influência Portuguesa (base de dados)              |            |
|        | Bosque Rodrigues Alves | 25 de agosto de 1883    | Belém                                          | 1° 25′ 50″ S, 48° 27′ 25″ O                             | bem tombado pela PMB                                                                    |            |
|        | Memorial da Cabanagem |                         | Belém                                          | 1° 24′ 23″ S, 48° 26′ 06″ O                             | bem de interesse histórico em Belém                                                     |            |
|        | Mercado de São Brás | 1911                    | Belém                                          | 1° 27′ 05″ S, 48° 28′ 07″ O                             | bem tombado pela PMB                                                                    |            |
|        | Museu de História do Estado do Pará                                                                                             |                         | Belém                                          | 1° 27′ 23″ S, 48° 30′ 11″ O                             | bem tombado pelo IPHAN                                                                  |            |
|        | Museu de Gemas do Pará |                         | Belém                                          | 1° 27′ 49″ S, 48° 29′ 45″ O                             | bem de interesse histórico em Belém                                                     |            |
|        | Palacete Bolonha | 1905                    | Belém                                          | 1° 27′ 07″ S, 48° 29′ 27″ O                             | bem tombado pelo IPHAN bem tombado pelo DPHAC bem tombado pela PMB                      |            |
|        | Palacete Faciola | 1901                    | Belém                                          | 1° 27′ 14″ S, 48° 29′ 29″ O                             | bem de interesse histórico em Belém                                                     |            |
|        | Palacete Pinho |                         | Belém                                          | 1° 27′ 40″ S, 48° 30′ 17″ O                             | bem tombado pelo IPHAN                                                                  |            |
|        | Palacete das Onze Janelas | 1700                    | Belém                                          | 1° 27′ 18″ S, 48° 30′ 21″ O                             | Património de Influência Portuguesa (base de dados) bem tombado pelo IPHAN              |            |
|        | Palácio Antônio Lemos | 1860                    | Belém                                          | 1° 27′ 21″ S, 48° 30′ 08″ O                             | bem tombado pelo IPHAN Património de Influência Portuguesa (base de dados)              |            |
|        | Palácio Lauro Sodré | 1771                    | Belém                                          | 1° 27′ 23″ S, 48° 30′ 11″ O                             | bem tombado pelo IPHAN Património de Influência Portuguesa (base de dados)              |            |
|        | Parque da Residência |                         | Belém                                          | 1° 27′ 09″ S, 48° 28′ 24″ O                             | bem tombado pelo DPHAC                                                                  |            |
|        | Paróquia São Francisco de Assis (Belém)                                                                                         |                         | Belém                                          | 1° 27′ 24″ S, 48° 28′ 12″ O                             | bem tombado pelo DPHAC                                                                  |            |
|        | Praça Batista Campos |                         | Belém                                          | 1° 27′ 36″ S, 48° 29′ 23″ O 1° 27′ 37″ S, 48° 29′ 23″ O | bem de interesse histórico em Belém                                                     |            |
|        | Praça Dom Frei Caetano Brandão                                                                                                  |                         | Belém                                          | 1° 27′ 19″ S, 48° 30′ 19″ O                             | bem tombado pelo IPHAN                                                                  |            |
|        | Praça do Relógio |                         | Belém                                          | 1° 27′ 14″ S, 48° 30′ 13″ O                             | bem de interesse histórico em Belém                                                     |            |
|        | Praça da Bandeira (Belém) |                         | Belém                                          | 1° 27′ 16″ S, 48° 29′ 58″ O                             | bem de interesse histórico em Belém                                                     |            |
|        | Praça da República (Belém) |                         | Belém                                          | 1° 27′ 09″ S, 48° 29′ 39″ O                             | bem de interesse histórico em Belém                                                     |            |
|        | Rua Gaspar Viana |                         | Belém                                          | 1° 26′ 50″ S, 48° 29′ 46″ O                             | bem tombado pelo DPHAC                                                                  |            |
|        | São José Liberto |                         | Belém                                          | 1° 27′ 49″ S, 48° 29′ 45″ O                             | bem de interesse histórico em Belém                                                     |            |
|        | Terreiro de Tambor de Mina Dois Irmãos                                                                                          |                         | Belém                                          | 1° 28′ 00″ S, 48° 27′ 59″ O                             | bem tombado pelo DPHAC                                                                  |            |
|        | Ver-o-Rio |                         | Belém                                          | 1° 26′ 11″ S, 48° 29′ 37″ O                             | bem de interesse histórico em Belém                                                     |            |
|        | Mercado Ver-o-Peso | 1901                    | Belém Pará                                     | 1° 27′ 09″ S, 48° 30′ 14″ O                             | bem tombado pelo IPHAN Património Mundial Provisório Sete Maravilhas Brasileiras        |            |
|        | Avenida Nazaré |                         | Belém                                          | 1° 27′ 08″ S, 48° 29′ 09″ O                             | bem tombado pelo IPHAN                                                                  |            |
|        | Casa Paris n'América |                         | Belém                                          | 1° 27′ 03″ S, 48° 29′ 58″ O                             | bem de interesse histórico em Belém                                                     |            |
|        | Cidade Velha |                         | Belém                                          | 1° 27′ 45″ S, 48° 30′ 16″ O                             | bem tombado pelo IPHAN                                                                  |            |
|        | Universidade Federal Rural da Amazônia                                                                                          | 1945                    | Belém                                          | 1° 27′ 31″ S, 48° 26′ 04″ O                             | bem tombado pela PMB                                                                    |            |
|        | Cine Olympia (Belém) | 24 de abril de 1912     | Belém                                          | 1° 27′ 14″ S, 48° 29′ 36″ O                             | bem de interesse histórico em Belém bem tombado pela PMB                                |            |
|        | Convento dos Mercedários | 1640                    | Belém                                          | 1° 27′ 01″ S, 48° 30′ 03″ O                             | bem tombado pelo IPHAN                                                                  |            |
|        | Palácio Velho |                         | Belém                                          | 1° 27′ 31″ S, 48° 30′ 18″ O                             | bem tombado pelo IPHAN                                                                  |            |
|        | Instituto Estadual Carlos Gomes                                                                                                 | 24 de fevereiro de 1895 | Belém                                          | 1° 27′ 18″ S, 48° 29′ 02″ O                             | bem tombado pelo DPHAC                                                                  |            |
|        | Solar da Beira |                         | Belém                                          | 1° 27′ 07″ S, 48° 30′ 12″ O                             | bem de interesse histórico em Belém                                                     |            |
|        | Mercado de Carnes Francisco Bolonha                                                                                             | 1867                    | Belém                                          | 1° 27′ 09″ S, 48° 30′ 10″ O                             | bem de interesse histórico em Belém                                                     |            |
|        | Boulevard Castilhos França | 1848                    | Belém                                          | 1° 27′ 08″ S, 48° 30′ 13″ O                             | bem de interesse histórico em Belém                                                     |            |
|        | Doca do Ver-o-Peso |                         | Belém                                          | 1° 27′ 12″ S, 48° 30′ 13″ O                             | bem tombado pelo IPHAN património histórico                                             |            |
|        | Cemitério de Nossa Senhora da Soledade                                                                                          | 1850                    | Belém                                          | 1° 27′ 28″ S, 48° 29′ 25″ O                             | monumento histórico bem tombado pela PMB                                                |            |
|        | Engenho Murutucu | 1610                    | Belém                                          | 1° 26′ 47″ S, 48° 25′ 40″ O                             | Património de Influência Portuguesa (base de dados) bem tombado pelo IPHAN              |            |
|        | Parque Zoobotânico do Museu Paraense Emílio Goeldi                                                                              |                         | Belém                                          | 1° 27′ 13″ S, 48° 28′ 35″ O                             | bem tombado pelo IPHAN                                                                  |            |
|        | Solar do Barão de Guajará |                         | Belém                                          | 1° 27′ 23″ S, 48° 30′ 13″ O                             | bem tombado pelo IPHAN                                                                  |            |
|        | Coleção arqueológica e etnográfica do Museu Paraense Emílio Goeldi                                                              |                         | Belém                                          | 1° 27′ 10″ S, 48° 28′ 35″ O                             | bem tombado pelo IPHAN                                                                  |            |
|        | Loja Maçônica Firmeza e Humanidade                                                                                              |                         | Belém                                          | 1° 27′ 11″ S, 48° 29′ 53″ O                             | bem de interesse histórico em Belém                                                     |            |
|        | Cemitério de Santa Isabel | 1870                    | Belém                                          | 1° 27′ 36″ S, 48° 28′ 01″ O                             | bem de interesse histórico em Belém                                                     |            |
|        | Igreja e Convento de Santo António e Capela da Ordem Terceira de São Francisco da Penitência                                    | 1743                    | Belém                                          | 1° 26′ 54″ S, 48° 29′ 48″ O                             | Património de Influência Portuguesa (base de dados) bem de interesse histórico em Belém |            |
|        | Ginásio Serra Freire |                         | Belém                                          | 1° 27′ 14″ S, 48° 29′ 03″ O                             | bem tombado pelo DPHAC                                                                  |            |
|        | Conjunto Arquitetônico e Paisagístico da Praça Barão do Rio Branco                                                              |                         | Belém                                          | 1° 27′ 19″ S, 48° 29′ 40″ O                             | bem tombado pelo DPHAC                                                                  |            |
|        | Praça da República e Conjunto Paisagístico, Arquitetônico e Urbanístico                                                         |                         | Belém                                          | 1° 27′ 02″ S, 48° 29′ 40″ O                             | bem tombado pelo DPHAC                                                                  |            |
|        | Conjunto Arquitetônico e Paisagístico do Porto de Belém                                                                         |                         | Belém                                          | 1° 26′ 18″ S, 48° 29′ 40″ O                             | bem tombado pelo DPHAC                                                                  |            |
|        | Solar do Barão do Guamá | 1883                    | Belém                                          | 1° 27′ 09″ S, 48° 29′ 12″ O                             | bem tombado pela PMB bem tombado pelo DPHAC                                             |            |
|        | Biblioteca e Arquivo Público de Belém                                                                                           |                         | Belém                                          | 1° 27′ 09″ S, 48° 30′ 00″ O                             | bem tombado pela PMB bem tombado pelo DPHAC                                             |            |
|        | Sede Social do Clube do Remo |                         | Belém                                          | 1° 27′ 09″ S, 48° 29′ 03″ O                             | bem tombado pelo DPHAC                                                                  |            |
|        | Antigo Largo da Trindade |                         | Belém                                          | 1° 27′ 20″ S, 48° 29′ 40″ O                             | bem tombado pelo DPHAC                                                                  |            |
|        | Edifício-Sede da CDP |                         | Belém                                          | 1° 26′ 53″ S, 48° 29′ 54″ O                             | bem tombado pelo DPHAC                                                                  |            |
|        | Monumento a Pedro Teixeira |                         | Belém                                          | 1° 26′ 52″ S, 48° 29′ 56″ O                             | bem tombado pelo DPHAC                                                                  |            |
|        | Sede da Delegacia Regional do MEC                                                                                               |                         | Belém                                          | 1° 26′ 24″ S, 48° 29′ 11″ O                             | bem tombado pelo DPHAC                                                                  |            |
|        | Prédio do Instituto do Desenvolvimento Econômico-Social do Pará – IDESP                                                         | 1925                    | Belém                                          | 1° 27′ 07″ S, 48° 29′ 07″ O                             | bem tombado pelo DPHAC                                                                  |            |
|        | Antiga Residência de Maria Annunciada Chaves e o Acervo Documental e Bibliográfico da Biblioteca Pessoal da Referida Professora |                         | Belém                                          | 1° 27′ 01″ S, 48° 29′ 21″ O                             | bem tombado pelo DPHAC                                                                  |            |
|        | Imóvel da Antiga 'Residência do Intendente Antônio Lemos'                                                                       |                         | Belém                                          | 1° 27′ 24″ S, 48° 29′ 19″ O                             | bem tombado pelo DPHAC                                                                  |            |
|        | Palacete Augusto Montenegro |                         | Belém                                          | 1° 27′ 01″ S, 48° 28′ 59″ O                             | bem tombado pelo DPHAC                                                                  |            |
|        | Chalé de Ferro da Antiga Residência de Eugênio da Silva Gaspar                                                                  |                         | Belém                                          | 1° 28′ 31″ S, 48° 27′ 06″ O                             | bem tombado pelo DPHAC                                                                  |            |
|        | Chalé de Ferro do Bosque Rodrigues Alves                                                                                        |                         | Belém                                          | 1° 25′ 48″ S, 48° 27′ 25″ O                             | bem tombado pelo DPHAC                                                                  |            |
|        | Chalé de Ferro do Campus Universitário do Guamá                                                                                 |                         | Belém                                          | 1° 28′ 31″ S, 48° 27′ 06″ O                             | bem tombado pelo DPHAC                                                                  |            |
|        | Colégio Estadual Paes de Carvalho e Área de Entorno                                                                             |                         | Belém                                          | 1° 27′ 20″ S, 48° 30′ 02″ O                             | bem tombado pelo DPHAC                                                                  |            |
|        | Prédio do Corpo de Bombeiros da Polícia Militar do Estado                                                                       |                         | Belém                                          | 1° 27′ 23″ S, 48° 30′ 03″ O                             | bem tombado pelo DPHAC                                                                  |            |
|        | Prédio do 'Curro Velho' – Antigo Matadouro Municipal                                                                            |                         | Belém                                          | 1° 25′ 48″ S, 48° 29′ 30″ O                             | bem tombado pelo DPHAC                                                                  |            |
|        | Prédio e Terreno da Escola Estadual de 1° Grau 'Barão do Rio Branco'                                                            | 1908                    | Belém                                          | 1° 27′ 14″ S, 48° 28′ 59″ O                             | bem tombado pelo DPHAC                                                                  |            |
|        | Hotel do Farol e a Ilha dos Amores                                                                                              |                         | Belém                                          | 1° 08′ 03″ S, 48° 28′ 01″ O                             | bem tombado pelo DPHAC                                                                  |            |
|        | Imóvel da Antiga Faculdade de Medicina                                                                                          |                         | Belém                                          | 1° 26′ 26″ S, 48° 28′ 59″ O                             | bem tombado pelo DPHAC                                                                  |            |
|        | Imóvel do Instituto Carlos Gomes                                                                                                |                         | Belém                                          | 1° 27′ 18″ S, 48° 29′ 02″ O                             | bem tombado pelo DPHAC                                                                  |            |
|        | 28º Batalhão de Polícia Militar - Águia                                                                                         |                         | Belém                                          | 1° 26′ 50″ S, 48° 29′ 45″ O                             | bem tombado pelo DPHAC                                                                  |            |
|        | Sobrado que Abriga a Secretaria de Segurança Pública                                                                            |                         | Belém                                          | 1° 26′ 56″ S, 48° 29′ 49″ O                             | bem tombado pelo DPHAC                                                                  |            |
|        | Sobrado do Grupo Escolar Floriano Peixoto                                                                                       |                         | Belém                                          | 1° 27′ 13″ S, 48° 29′ 33″ O                             | bem tombado pelo DPHAC                                                                  |            |
|        | União Beneficente dos Chauffeurs do Pará - UBCP e Teatro São Cristóvão                                                          |                         | Belém                                          | 1° 27′ 05″ S, 48° 28′ 23″ O                             | bem tombado pelo DPHAC                                                                  |            |
|        | Tela "Os Últimos Dias de Carlos Gomes"                                                                                          |                         | Belém                                          | 1° 27′ 21″ S, 48° 30′ 07″ O                             | bem tombado pelo DPHAC                                                                  |            |
|        | Imóvel do Terreiro de Mina Dois Irmãos                                                                                          | 1890                    | Belém Pará                                     | 1° 28′ 00″ S, 48° 27′ 59″ O                             | bem tombado pelo DPHAC                                                                  |            |
|        | Reservatório Elevado em Estrutura Metálica                                                                                      |                         | Belém                                          | 1° 26′ 45″ S, 48° 29′ 45″ O                             | bem tombado pelo DPHAC                                                                  |            |
|        | Monumento do Marco da Légua |                         | Belém                                          | 1° 25′ 43″ S, 48° 27′ 13″ O                             | bem tombado pelo DPHAC                                                                  |            |
|        | Palacete José Júlio de Andrade                                                                                                  | 1906                    | Belém                                          | 1° 27′ 02″ S, 48° 29′ 03″ O                             | bem tombado pelo DPHAC                                                                  |            |
|        | Palacete Passarinho |                         | Belém                                          | 1° 27′ 08″ S, 48° 28′ 26″ O                             | bem tombado pelo DPHAC                                                                  |            |
|        | Conjunto Arquitetônico e Paisagístico do Bosque Municipal Rodrigues Alves                                                       |                         | Belém                                          | 1° 25′ 50″ S, 48° 27′ 24″ O                             | bem tombado pelo DPHAC bem tombado pela PMB                                             |            |
|        | Conjunto Arquitetônico e Paisagístico do Mercado de São Braz e Caixa d'Água de Ferro                                            |                         | Belém                                          | 1° 27′ 05″ S, 48° 28′ 06″ O                             | bem tombado pelo DPHAC bem tombado pela PMB                                             |            |
|        | Conjunto Arquitetônico Formado pelos Imóveis n° 1480, 1490, 1482 e 1466, à Rua dos Mundurucus                                   |                         | Belém                                          | 1° 27′ 45″ S, 48° 29′ 27″ O                             | bem tombado pelo DPHAC                                                                  |            |
|        | Conjunto Arquitetônico da Universidade do Estado do Pará – UEPA                                                                 |                         | Belém                                          | 1° 25′ 54″ S, 48° 29′ 19″ O                             | bem tombado pelo DPHAC                                                                  |            |
|        | Conjunto Arquitetônico do Instituto de Educação do Pará                                                                         |                         | Belém                                          | 1° 27′ 16″ S, 48° 29′ 34″ O                             | bem tombado pelo DPHAC                                                                  |            |
|        | Conjunto Arquitetônico do Instituto Lauro Sodré                                                                                 |                         | Belém                                          | 1° 25′ 32″ S, 48° 27′ 07″ O                             | bem tombado pelo DPHAC                                                                  |            |
|        | Conjunto Arquitetônico e Paisagístico, Acervo e Coleções do Museu Paraense Emílio Goeldi                                        |                         | Belém                                          | 1° 27′ 11″ S, 48° 28′ 36″ O                             | bem tombado pelo DPHAC                                                                  |            |
|        | Conjunto Arquitetônico e Paisagístico da Casa do Ancião D. Macedo Costa                                                         |                         | Belém                                          | 1° 24′ 58″ S, 48° 26′ 40″ O                             | bem tombado pelo DPHAC                                                                  |            |
|        | Conjunto Arquitetônico e Paisagístico da Praça Batista Campos                                                                   |                         | Belém                                          | 1° 27′ 36″ S, 48° 29′ 23″ O                             | bem tombado pelo DPHAC                                                                  |            |
|        | Conjunto Arquitetônico e Paisagístico do Antigo Departamento de Estradas e Rodagem/DER                                          |                         | Belém                                          | 1° 25′ 11″ S, 48° 26′ 56″ O                             | bem tombado pelo DPHAC                                                                  |            |
|        | Conjunto Arquitetônico e Paisagístico do Instituto Gentil Bittencourt                                                           |                         | Belém                                          | 1° 27′ 04″ S, 48° 28′ 47″ O                             | bem tombado pelo DPHAC                                                                  |            |
|        | Conjunto Paisagístico, Ecológico e Turístico das Áreas dos Mananciais do Utinga e Entorno (Lagos do Bolonha e Água Preta)       |                         | Belém                                          | 1° 25′ 09″ S, 48° 25′ 04″ O                             | bem tombado pelo DPHAC                                                                  |            |
|        | Poste de Ferro |                         | Belém                                          | 1° 27′ 20″ S, 48° 30′ 01″ O                             | bem tombado pelo DPHAC                                                                  |            |
|        | Palacete Camelier |                         | Belém                                          | 1° 27′ 45″ S, 48° 30′ 16″ O                             | bem de interesse histórico em Belém                                                     |            |
|        | Edifício na Rua Dr. Assis, no. 834                                                                                              |                         | Belém                                          | 1° 27′ 48″ S, 48° 30′ 15″ O                             | bem de interesse histórico em Belém                                                     |            |
|        | Acervo Arqueológico de Cerâmica Marajoara                                                                                       |                         | Belém                                          | 1° 27′ 22″ S, 48° 30′ 10″ O                             | bem tombado pelo DPHAC                                                                  |            |
|        | Acervo do Museu de Arte Sacra de Belém                                                                                          |                         | Belém                                          | 1° 27′ 18″ S, 48° 30′ 16″ O                             | bem tombado pelo DPHAC                                                                  |            |
|        | Acervo Numismático de 802 Moedas de Cobre                                                                                       |                         | Belém                                          | 1° 27′ 23″ S, 48° 30′ 12″ O                             | bem tombado pelo DPHAC                                                                  |            |
|        | Coleção de Cerâmica Tapajônica                                                                                                  |                         | Belém                                          | 1° 27′ 21″ S, 48° 30′ 11″ O                             | bem tombado pelo DPHAC                                                                  |            |
|        | Complexo Aquático |                         | Belém                                          | 1° 27′ 11″ S, 48° 29′ 03″ O                             | bem tombado pelo DPHAC                                                                  |            |
|        | 89 Instrumentos da Banda de Música Lauro Sodré                                                                                  |                         | Belém                                          | 1° 25′ 12″ S, 48° 28′ 52″ O                             | bem tombado pelo DPHAC                                                                  |            |
|        | 98 Aquarelas de Motivos Marajoaras, de Manoel Oliveira Pastana                                                                  |                         | Belém                                          | 1° 27′ 23″ S, 48° 30′ 11″ O                             | bem tombado pelo DPHAC                                                                  |            |
|        | Antiga Usina de Lixo |                         | Belém                                          | 1° 27′ 48″ S, 48° 28′ 36″ O                             | bem tombado pela PMB                                                                    |            |
|        | Cantaria de Lioz, Meios-Fios, Pedras e Outros                                                                                   |                         | Belém                                          | 1° 27′ 15″ S, 48° 30′ 11″ O                             | bem tombado pelo DPHAC                                                                  |            |
|        | Centro Histórico de Belém |                         | Belém                                          | 1° 27′ 18″ S, 48° 30′ 09″ O                             | bem tombado pela PMB                                                                    |            |
|        | Chalé da Praça Milton Trindade                                                                                                  |                         | Belém                                          | 1° 27′ 28″ S, 48° 29′ 14″ O                             | bem tombado pela PMB                                                                    |            |
|        | Escola Municipal Benvinda de França Messias                                                                                     | 4 de julho de 1952      | Belém                                          | 1° 27′ 02″ S, 48° 28′ 08″ O                             | bem tombado pela PMB                                                                    |            |
|        | Horto Municipal | 1897                    | Belém                                          | 1° 27′ 29″ S, 48° 29′ 14″ O                             | bem tombado pela PMB                                                                    |            |
|        | Imóvel à Rua dos Mundurucus, nº 1466                                                                                            |                         | Belém                                          | 1° 27′ 45″ S, 48° 29′ 27″ O                             | bem tombado pelo DPHAC                                                                  |            |
|        | Imóvel à Rua dos Mundurucus, nº 1480                                                                                            |                         | Belém                                          | 1° 27′ 45″ S, 48° 29′ 27″ O                             | bem tombado pelo DPHAC                                                                  |            |
|        | Imóvel à Rua dos Mundurucus, nº 1482                                                                                            |                         | Belém                                          | 1° 27′ 45″ S, 48° 29′ 27″ O                             | bem tombado pelo DPHAC                                                                  |            |
|        | Imóvel à Rua dos Mundurucus, nº 1490                                                                                            |                         | Belém                                          | 1° 27′ 45″ S, 48° 29′ 27″ O                             | bem tombado pelo DPHAC                                                                  |            |
|        | Quilombo Sucurijuquara |                         | Belém                                          | 1° 05′ 04″ S, 48° 22′ 02″ O                             | quilombo tombado pela Constituição Federal do Brasil de 1988                            |            |
|        | Caixa d'Água de Ferro |                         | Belém                                          | 1° 27′ 04″ S, 48° 28′ 10″ O                             | bem de interesse histórico em Belém                                                     |            |
|        | Avenida Governador José Malcher                                                                                                 |                         | Belém                                          | 1° 26′ 58″ S, 48° 28′ 51″ O                             | bem tombado pelo IPHAN                                                                  |            |
|        | Memorial Magalhães Barata | 19 de abril de 1989     | Belém                                          | 1° 26′ 56″ S, 48° 28′ 03″ O                             | bem de interesse histórico em Belém                                                     |            |
|        | Monumento à República | 15 de novembro de 1897  | Belém                                          | 1° 27′ 07″ S, 48° 29′ 41″ O                             | bem de interesse histórico em Belém                                                     |            |
|        | Edifício na Avenida Nossa Senhora de Nazaré, 765                                                                                |                         | Belém                                          | 1° 27′ 07″ S, 48° 29′ 11″ O                             | bem de interesse histórico em Belém                                                     |            |
|        | Largo do Redondo |                         | Belém                                          | 1° 27′ 08″ S, 48° 29′ 11″ O                             | bem de interesse histórico em Belém                                                     |            |
|        | Bar do Parque |                         | Belém                                          | 1° 27′ 11″ S, 48° 29′ 39″ O                             | bem de interesse histórico em Belém                                                     |            |
|        | Pavilhão de Música Santa Helena Magno                                                                                           |                         | Belém                                          | 1° 27′ 07″ S, 48° 29′ 39″ O                             | bem de interesse histórico em Belém                                                     |            |
|        | Coreto da Praça General Magalhães                                                                                               |                         | Belém                                          | 1° 26′ 41″ S, 48° 29′ 45″ O                             | bem de interesse histórico em Belém                                                     |            |
|        | Monumento ao Dr. José da Gama Malcher                                                                                           | 15 de agosto de 1889    | Belém                                          | 1° 27′ 04″ S, 48° 30′ 02″ O                             | bem de interesse histórico em Belém                                                     |            |
|        | Monumento a Dom Frei Caetano | 15 de agosto de 1900    | Belém                                          | 1° 27′ 19″ S, 48° 30′ 19″ O                             | bem de interesse histórico em Belém                                                     |            |
|        | Monumento a Lauro Sodré | 10 de junho de 1959     | Belém                                          | 1° 27′ 05″ S, 48° 28′ 08″ O                             | bem de interesse histórico em Belém                                                     |            |
|        | Edifício na Travessa Quintino Bocaiuva, 1249                                                                                    |                         | Belém                                          | 1° 27′ 02″ S, 48° 29′ 16″ O                             | bem de interesse histórico em Belém                                                     |            |
|        | Praça do Carmo |                         | Belém                                          | 1° 27′ 29″ S, 48° 30′ 20″ O                             | bem de interesse histórico em Belém                                                     |            |
|        | Travessa Nove de Janeiro, 1663                                                                                                  |                         | Belém                                          | 1° 27′ 16″ S, 48° 28′ 31″ O                             | bem de interesse histórico em Belém                                                     |            |
|        | Casa Rosada |                         | Belém                                          | 1° 27′ 07″ S, 48° 28′ 19″ O                             | bem de interesse histórico em Belém                                                     |            |
|        | Hospital Dom Luiz I |                         | Belém                                          | 1° 26′ 53″ S, 48° 29′ 00″ O                             | bem de interesse histórico em Belém                                                     |            |
|        | Edifício Costa Leite |                         | Belém                                          | 1° 27′ 17″ S, 48° 29′ 37″ O                             | bem de interesse histórico em Belém                                                     |            |
|        | Edifício Piedade |                         | Belém                                          | 1° 27′ 09″ S, 48° 29′ 46″ O                             | bem de interesse histórico em Belém                                                     |            |
|        | Edifício Renascença |                         | Belém                                          | 1° 27′ 08″ S, 48° 29′ 47″ O                             | bem de interesse histórico em Belém                                                     |            |
|        | Capela do Soledade |                         | Belém                                          | 1° 27′ 26″ S, 48° 29′ 23″ O                             | bem de interesse histórico em Belém                                                     |            |
|        | Travessa Quintino Bocaiúva, 1226                                                                                                |                         | Belém                                          | 1° 27′ 02″ S, 48° 29′ 17″ O                             | bem de interesse histórico em Belém                                                     |            |
|        | Avenida Comandante Brás de Aguiar, 607                                                                                          |                         | Belém                                          | 1° 27′ 16″ S, 48° 29′ 12″ O                             | bem de interesse histórico em Belém                                                     |            |
|        | Avenida Generalíssimo Deodoro, 413                                                                                              |                         | Belém                                          | 1° 26′ 38″ S, 48° 28′ 57″ O                             | bem de interesse histórico em Belém                                                     |            |
|        | Capela da Ordem Terceira do Carmo                                                                                               |                         | Belém                                          | 1° 27′ 31″ S, 48° 30′ 22″ O                             | bem de interesse histórico em Belém                                                     |            |
|        | Capela da Ordem Terceira de São Francisco                                                                                       |                         | Belém                                          | 1° 26′ 54″ S, 48° 29′ 49″ O                             | bem de interesse histórico em Belém                                                     |            |
|        | Cemitério Protestante, Belém |                         | Belém                                          | 1° 27′ 28″ S, 48° 29′ 26″ O                             | bem de interesse histórico em Belém                                                     |            |
|        | O anjo da morte | 1906                    | Belém                                          |                                                         | bem de interesse histórico em Belém                                                     |            |
|        | Avenida Presidente Vargas, nº 645                                                                                               |                         | Belém                                          | 1° 27′ 09″ S, 48° 29′ 41″ O                             | bem de interesse histórico em Belém                                                     |            |
|        | Casa do Ancião D. Macedo Costa                                                                                                  | 16 de novembro de 1901  | Belém                                          | 1° 24′ 58″ S, 48° 26′ 40″ O                             | bem de interesse histórico em Belém bem tombado pelo DPHAC                              |            |
|        | Necrópole Israelita | 1842                    | Belém                                          | 1° 27′ 29″ S, 48° 29′ 25″ O                             | bem de interesse histórico em Belém                                                     |            |
|        | Cemitério Judeu Antigo do Guamá                                                                                                 |                         | Belém                                          |                                                         | bem de interesse histórico em Belém                                                     |            |
|        | Sinagoga Shaar Hashamaim |                         | Belém                                          | 1° 27′ 20″ S, 48° 29′ 34″ O                             | bem de interesse histórico em Belém                                                     |            |
|        | Cemitério do Tucunduba |                         | Belém                                          |                                                         | bem de interesse histórico em Belém                                                     |            |
|        | Cemitério da Ordem Terceira de São Francisco                                                                                    |                         | Belém                                          | 1° 27′ 35″ S, 48° 28′ 09″ O                             | bem de interesse histórico em Belém                                                     |            |
|        | Hospício dos Lásaros do Tucunduba                                                                                               |                         | Belém                                          |                                                         | bem de interesse histórico em Belém                                                     |            |
|        | Capela de Nossa Senhora da Conceição do Engenho Murutucu                                                                        | 1711                    | Belém                                          | 1° 26′ 47″ S, 48° 25′ 40″ O                             | bem de interesse histórico em Belém                                                     |            |
|        | A. Mourão & Cia |                         | Belém                                          | 1° 27′ 06″ S, 48° 30′ 07″ O                             | bem de interesse histórico em Belém                                                     |            |
|        | Farmácia Central |                         | Belém                                          | 1° 27′ 12″ S, 48° 29′ 41″ O                             | bem de interesse histórico em Belém                                                     |            |
|        | Relógio na Praça Siqueira Campos                                                                                                | 5 de outubro de 1931    | Belém                                          | 1° 27′ 14″ S, 48° 30′ 13″ O                             | bem de interesse histórico em Belém                                                     |            |
|        | Sede da Procuradoria da República no Estado do Pará                                                                             |                         | Belém                                          | 1° 26′ 45″ S, 48° 28′ 53″ O                             | bem de interesse histórico em Belém                                                     |            |
|        | Casa Branca da rua Boaventura da Silva                                                                                          |                         | Belém                                          | 1° 26′ 44″ S, 48° 28′ 36″ O                             | bem de interesse histórico em Belém                                                     |            |
|        | Casarão do Boneco |                         | Belém                                          | 1° 27′ 44″ S, 48° 29′ 48″ O                             | bem de interesse histórico em Belém                                                     |            |
|        | Casa do Estudante da Universidade Federal do Pará                                                                               |                         | Belém                                          | 1° 27′ 37″ S, 48° 29′ 53″ O                             | bem de interesse histórico em Belém                                                     |            |
|        | Prédio da Academia Paraense de Letras                                                                                           |                         | Belém                                          | 1° 27′ 21″ S, 48° 30′ 04″ O                             | bem de interesse histórico em Belém                                                     |            |
|        | Casa Moura Ribeiro |                         | Belém                                          | 1° 27′ 34″ S, 48° 29′ 34″ O                             | bem de interesse histórico em Belém                                                     |            |
|        | Centro de Memória TCE |                         | Belém                                          | 1° 27′ 11″ S, 48° 29′ 10″ O                             | bem de interesse histórico em Belém                                                     |            |
|        | Largo de São João Batista |                         | Belém                                          | 1° 27′ 26″ S, 48° 30′ 10″ O                             | bem de interesse histórico em Belém                                                     |            |
|        | Largo do Rosário |                         | Belém                                          | 1° 27′ 10″ S, 48° 29′ 51″ O                             | bem de interesse histórico em Belém                                                     |            |
|        | Largo de São Braz |                         | Belém                                          | 1° 26′ 56″ S, 48° 28′ 02″ O                             | bem de interesse histórico em Belém                                                     |            |
|        | Praça das Armas |                         | Belém                                          | 1° 27′ 15″ S, 48° 30′ 19″ O                             | bem de interesse histórico em Belém                                                     |            |
|        | Praça Filipe Patroni | 1908                    | Belém                                          | 1° 27′ 23″ S, 48° 30′ 07″ O                             | bem de interesse histórico em Belém                                                     |            |
|        | Praça Dom Pedro II |                         | Belém                                          | 1° 27′ 15″ S, 48° 30′ 11″ O                             | bem de interesse histórico em Belém                                                     |            |
|        | Praça Barão do Rio Branco |                         | Belém                                          | 1° 27′ 20″ S, 48° 29′ 40″ O                             | bem de interesse histórico em Belém                                                     |            |
|        | Menino Zezinho | 1888                    | Belém                                          | 1° 27′ 27″ S, 48° 29′ 25″ O                             | bem de interesse histórico em Belém                                                     |            |
|        | Monumento ao General Gurjão | 1882                    | Belém                                          | 1° 27′ 18″ S, 48° 30′ 12″ O                             | bem de interesse histórico em Belém                                                     |            |
|        | Sede da Secretaria de Estado de Transportes-Setran                                                                              |                         | Belém                                          | 1° 25′ 11″ S, 48° 26′ 56″ O                             | bem de interesse histórico em Belém                                                     |            |
|        | Bairros da Cidade Velha e Campina                                                                                               |                         | Belém                                          | 1° 27′ 40″ S, 48° 30′ 23″ O                             | bem tombado pelo IPHAN                                                                  |            |
|        | Mangueiras e Samaumeiras |                         | Belém                                          | 1° 25′ 32″ S, 48° 26′ 37″ O                             | bem tombado pelo DPHAC                                                                  |            |
|        | Rua Siqueira Mendes, 144 |                         | Belém                                          | 1° 27′ 26″ S, 48° 30′ 22″ O                             | bem de interesse histórico em Belém                                                     |            |
|        | Travessa Quintino Bocaiúva, 1423                                                                                                |                         | Belém                                          | 1° 27′ 06″ S, 48° 29′ 12″ O                             | bem de interesse histórico em Belém                                                     |            |
|        | Travessa Quintino Bocaiúva, 616                                                                                                 |                         | Belém                                          | 1° 26′ 46″ S, 48° 29′ 29″ O                             | bem de interesse histórico em Belém                                                     |            |
|        | Avenida Nazaré, 293 |                         | Belém                                          | 1° 27′ 11″ S, 48° 29′ 24″ O                             | bem de interesse histórico em Belém                                                     |            |
|        | Avenida Nazaré, 210 |                         | Belém                                          | 1° 27′ 13″ S, 48° 29′ 27″ O                             | bem de interesse histórico em Belém                                                     |            |
|        | Travessa Benjamin Constant, 506                                                                                                 |                         | Belém                                          | 1° 26′ 52″ S, 48° 29′ 35″ O                             | bem de interesse histórico em Belém                                                     |            |
|        | Capela de São Pedro (Ilha de São Pedro)                                                                                         | década de 1800          | Belém                                          | 1° 13′ 39″ S, 48° 22′ 08″ O                             | bem de interesse histórico em Belém                                                     |            |
|        | Museu Industrial da Ilha de São Pedro                                                                                           |                         | Belém                                          | 1° 13′ 42″ S, 48° 22′ 04″ O                             | bem de interesse histórico em Belém                                                     |            |
|        | Solar do Barão de Japuri |                         | Belém                                          | 1° 27′ 20″ S, 48° 30′ 14″ O                             | bem de interesse histórico em Belém                                                     |            |
|        | Teatro São Cristóvão |                         | Belém                                          | 1° 27′ 05″ S, 48° 28′ 23″ O                             | bem tombado pelo DPHAC                                                                  |            |
|        | Praça Visconde do Rio Branco |                         | Belém                                          |                                                         | bem tombado pelo DPHAC                                                                  |            |
|        | Rua Santo Antônio |                         | Belém                                          |                                                         | bem tombado pelo DPHAC                                                                  |            |
|        | Travessa Frutuoso Guimarães |                         | Belém                                          |                                                         | bem tombado pelo DPHAC                                                                  |            |
|        | Casa do Ferro de Engomar |                         | Belém                                          | 1° 27′ 26″ S, 48° 29′ 35″ O                             | bem tombado pelo DPHAC                                                                  |            |
|        | Necrotério Municipal (Belém) | 22 de março de 1899     | Belém                                          | 1° 27′ 12″ S, 48° 30′ 16″ O                             | bem de interesse histórico em Belém                                                     |            |
|        | Palacete Dioclécio Correa |                         | Belém                                          | 1° 27′ 11″ S, 48° 28′ 57″ O                             | bem de interesse histórico em Belém                                                     |            |
|        | Concha Acústica da Praça Santuário                                                                                              |                         | Belém                                          | 1° 27′ 10″ S, 48° 28′ 57″ O                             | bem de interesse histórico em Belém                                                     |            |
|        | Prédio da ENASA |                         | Belém                                          | 1° 23′ 56″ S, 48° 29′ 29″ O                             | bem de interesse histórico em Belém                                                     |            |
|        | Coreto Dr. Egydio Sales |                         | Belém                                          | 1° 27′ 36″ S, 48° 29′ 23″ O                             | bem de interesse histórico em Belém                                                     |            |
|        | Monumento de Getúlio Vargas |                         | Belém                                          | 1° 26′ 50″ S, 48° 29′ 57″ O                             | bem de interesse histórico em Belém                                                     |            |
|        | Conjunto Arquitetônico da Avenida Senador Lemos, nº 465, 475, 483 e 493                                                         |                         | Belém                                          | 1° 26′ 20″ S, 48° 29′ 19″ O                             | bem tombado pela PMB                                                                    |            |
|        | Residência Bittencourt |                         | Belém                                          | 1° 26′ 40″ S, 48° 27′ 52″ O                             | bem tombado pela PMB                                                                    |            |
|        | Chafariz das Sereias |                         | Belém                                          | 1° 27′ 15″ S, 48° 29′ 36″ O                             | bem de interesse histórico em Belém                                                     |            |
|        | Igreja de Santo Antônio de Lisboa                                                                                               |                         | Belém                                          | 1° 27′ 32″ S, 48° 29′ 25″ O                             | bem de interesse histórico em Belém                                                     |            |
|        | Memorial Belém 400 Anos |                         | Belém                                          | 1° 26′ 55″ S, 48° 29′ 57″ O                             | bem de interesse histórico em Belém                                                     |            |
|        | Monumento a Luis de Camões |                         | Belém                                          | 1° 27′ 20″ S, 48° 30′ 21″ O                             | bem de interesse histórico em Belém                                                     |            |
|        | Monumento a Waldemar Henrique                                                                                                   |                         | Belém                                          | 1° 26′ 49″ S, 48° 29′ 50″ O                             | bem de interesse histórico em Belém                                                     |            |
|        | Monumento ao Índio |                         | Belém                                          | 1° 26′ 16″ S, 48° 29′ 13″ O                             | bem de interesse histórico em Belém                                                     |            |
|        | Monumento aos Intendentes |                         | Belém                                          | 1° 25′ 49″ S, 48° 27′ 23″ O                             | bem de interesse histórico em Belém                                                     |            |
|        | Obelisco de Concreto |                         | Belém                                          | 1° 26′ 54″ S, 48° 29′ 56″ O                             | bem de interesse histórico em Belém                                                     |            |
|        | Valorosos Comandantes da Marinha do Brasil                                                                                      |                         | Belém                                          | 1° 27′ 44″ S, 48° 30′ 15″ O                             | bem de interesse histórico em Belém                                                     |            |
|        | Mulher Nua |                         | Belém                                          | 1° 27′ 38″ S, 48° 29′ 23″ O                             | bem de interesse histórico em Belém                                                     |            |
|        | Flora |                         | Belém                                          | 1° 27′ 05″ S, 48° 29′ 40″ O                             | bem de interesse histórico em Belém                                                     |            |
|        | Vênus |                         | Belém                                          | 1° 27′ 07″ S, 48° 29′ 43″ O                             | bem de interesse histórico em Belém                                                     |            |
|        | Samaritana |                         | Belém                                          | 1° 27′ 10″ S, 48° 29′ 40″ O                             | bem de interesse histórico em Belém                                                     |            |
|        | Ana Reta |                         | Belém                                          | 1° 27′ 08″ S, 48° 29′ 38″ O                             | bem de interesse histórico em Belém                                                     |            |
|        | Aninga |                         | Belém                                          | 1° 27′ 20″ S, 48° 30′ 23″ O                             | bem de interesse histórico em Belém                                                     |            |
|        | Laminas d’água - Cavernando |                         | Belém                                          | 1° 27′ 56″ S, 48° 30′ 19″ O                             | bem de interesse histórico em Belém                                                     |            |
|        | Pássaros dos rios |                         | Belém                                          | 1° 27′ 56″ S, 48° 30′ 19″ O                             | bem de interesse histórico em Belém                                                     |            |
|        | Museu de Arte Sacra |                         | Belém                                          | 1° 27′ 18″ S, 48° 30′ 17″ O                             | bem de interesse histórico em Belém                                                     |            |
|        | Casarões da Orla |                         | Belém                                          | 1° 09′ 52″ S, 48° 28′ 26″ O                             | bem de interesse histórico em Belém                                                     |            |
|        | Mercado Público Municipal |                         | Belém                                          | 1° 09′ 54″ S, 48° 28′ 21″ O                             | bem de interesse histórico em Belém                                                     |            |
|        | Ruínas do Educandário Nogueira de Farias                                                                                        |                         | Belém                                          | 1° 16′ 12″ S, 48° 33′ 29″ O                             | bem de interesse histórico em Belém                                                     |            |
|        | Ruínas do Engenho da Fazendinha                                                                                                 |                         | Belém                                          | 1° 13′ 35″ S, 48° 32′ 23″ O                             | bem de interesse histórico em Belém                                                     |            |
|        | Capela de Santa Rosa de Lima |                         | Belém                                          |                                                         | bem de interesse histórico em Belém                                                     |            |
|        | Antiga Estação de Trem de Icoaraci                                                                                              |                         | Belém                                          | 1° 18′ 09″ S, 48° 29′ 07″ O                             | bem de interesse histórico em Belém                                                     |            |
|        | Centro de Formação e Aperfeiçoamento de Praças                                                                                  |                         | Belém                                          | 1° 25′ 26″ S, 48° 27′ 13″ O                             | bem de interesse histórico em Belém                                                     |            |
|        | Sede Campestre Tuna Luso Brasileira                                                                                             |                         | Belém                                          | 1° 25′ 04″ S, 48° 26′ 43″ O                             | bem de interesse histórico em Belém                                                     |            |
|        | Residência oficial de Miramar                                                                                                   |                         | Belém                                          | 1° 24′ 24″ S, 48° 29′ 34″ O                             | bem de interesse histórico em Belém                                                     |            |
|        | Universidade Estadual do Pará                                                                                                   |                         | Belém                                          | 1° 25′ 54″ S, 48° 29′ 17″ O                             | bem tombado pela PMB                                                                    |            |
|        | Complexo da Santa Casa de Misericórdia de Belém                                                                                 |                         | Belém                                          | 1° 26′ 25″ S, 48° 28′ 55″ O                             | bem de interesse histórico em Belém                                                     |            |
|        | Residência Moderna n° 986 |                         | Belém                                          | 1° 26′ 28″ S, 48° 27′ 40″ O                             | bem de interesse histórico em Belém                                                     |            |
|        | Solar Aminthas de Lemos |                         | Belém                                          | 1° 25′ 57″ S, 48° 27′ 20″ O                             | bem de interesse histórico em Belém                                                     |            |
|        | Sede da Universidade Federal Rural da Amazônia                                                                                  |                         | Belém                                          | 1° 27′ 16″ S, 48° 26′ 19″ O                             | bem tombado pela PMB                                                                    |            |
|        | Associação de ex-combatentes do Brasil                                                                                          |                         | Belém                                          | 1° 26′ 53″ S, 48° 28′ 05″ O                             | bem de interesse histórico em Belém                                                     |            |
|        | Federação Educacional Infanto Juvenil                                                                                           |                         | Belém                                          | 1° 27′ 05″ S, 48° 28′ 24″ O                             | bem de interesse histórico em Belém                                                     |            |
|        | Sede Social do Paysandu |                         | Belém                                          | 1° 27′ 12″ S, 48° 29′ 21″ O                             | bem de interesse histórico em Belém                                                     |            |
|        | Conjunto arquitetônico à Travessa Benjamin Constant                                                                             |                         | Belém                                          | 1° 27′ 04″ S, 48° 29′ 25″ O                             | bem de interesse histórico em Belém                                                     |            |
|        | Edifício do Tribunal de Justiça do Estado do Pará                                                                               |                         | Belém                                          | 1° 25′ 31″ S, 48° 27′ 07″ O                             | bem de interesse histórico em Belém                                                     |            |
|        | Conjunto arquitetônico à Avenida Nazaré                                                                                         |                         | Belém                                          |                                                         | bem tombado pelo IPHAN                                                                  |            |
|        | Conjunto Arquitetônico à Av. Gov. José Malcher                                                                                  |                         | Belém                                          |                                                         | bem tombado pelo IPHAN                                                                  |            |
|        | Edifício do IPHAN Pará |                         | Belém                                          | 1° 27′ 07″ S, 48° 29′ 21″ O                             | bem tombado pelo IPHAN                                                                  |            |
|        | Edifício Dom Carlos |                         | Belém                                          | 1° 26′ 47″ S, 48° 29′ 27″ O                             | bem de interesse histórico em Belém                                                     |            |
|        | União Espírita Paraense |                         | Belém                                          | 1° 27′ 06″ S, 48° 29′ 45″ O                             | bem de interesse histórico em Belém                                                     |            |
|        | Residência Modernista à Trav. Quintino Bocaiúva, 2078                                                                           |                         | Belém                                          | 1° 27′ 27″ S, 48° 29′ 08″ O                             | bem de interesse histórico em Belém                                                     |            |
|        | Casa Gabbay |                         | Belém                                          | 1° 27′ 42″ S, 48° 29′ 20″ O                             | bem de interesse histórico em Belém                                                     |            |
|        | Residência Modernista à Tv. Padre Eutíquio, 1370                                                                                |                         | Belém                                          | 1° 27′ 34″ S, 48° 29′ 33″ O                             | bem de interesse histórico em Belém                                                     |            |
|        | Loja Maçônica Renascença |                         | Belém                                          | 1° 27′ 33″ S, 48° 29′ 31″ O                             | bem de interesse histórico em Belém                                                     |            |
|        | Residência moderna à R. Presidente Pernambuco, 329                                                                              |                         | Belém                                          | 1° 27′ 29″ S, 48° 29′ 33″ O                             | bem de interesse histórico em Belém                                                     |            |
|        | Residência moderna à R. Presidente Pernambuco, 247                                                                              |                         | Belém                                          | 1° 27′ 26″ S, 48° 29′ 34″ O                             | bem de interesse histórico em Belém                                                     |            |
|        | Sobrado Azulejado |                         | Belém                                          | 1° 27′ 10″ S, 48° 29′ 59″ O                             | bem de interesse histórico em Belém                                                     |            |
|        | Antiga Escola de Engenharia |                         | Belém                                          | 1° 27′ 10″ S, 48° 29′ 59″ O                             | bem de interesse histórico em Belém                                                     |            |
|        | Loja Maçônica Aurora |                         | Belém                                          | 1° 27′ 22″ S, 48° 29′ 47″ O                             | bem de interesse histórico em Belém                                                     |            |
|        | Sinagoga Eshel Abraham |                         | Belém                                          | 1° 27′ 18″ S, 48° 29′ 48″ O                             | bem de interesse histórico em Belém                                                     |            |
|        | Imóvel à Blvd. Castilhos França, 580                                                                                            |                         | Belém                                          | 1° 26′ 58″ S, 48° 29′ 59″ O                             | bem tombado pelo IPHAN                                                                  |            |
|        | O edifício do jornal O Liberal                                                                                                  |                         | Belém                                          | 1° 26′ 58″ S, 48° 29′ 59″ O                             | bem tombado pelo IPHAN                                                                  |            |
|        | Imóvel à Blvd. Castilhos França esquina com Trav. 1° de Março                                                                   |                         | Belém                                          | 1° 26′ 57″ S, 48° 29′ 58″ O                             | bem tombado pelo IPHAN                                                                  |            |
|        | Imóvel de fachada azulejada à Blvd. Castilhos França                                                                            |                         | Belém                                          | 1° 26′ 58″ S, 48° 29′ 59″ O                             | bem tombado pelo IPHAN                                                                  |            |
|        | Ruínas à Blvd. Castilhos França                                                                                                 |                         | Belém                                          | 1° 26′ 58″ S, 48° 30′ 00″ O                             | bem tombado pelo IPHAN                                                                  |            |
|        | Ruínas à Blvd. Castilhos França, 550B                                                                                           |                         | Belém                                          | 1° 26′ 59″ S, 48° 30′ 00″ O                             | bem tombado pelo IPHAN                                                                  |            |
|        | Ruínas à Blvd. Castilhos França, 548                                                                                            |                         | Belém                                          | 1° 26′ 59″ S, 48° 30′ 00″ O                             | bem tombado pelo IPHAN                                                                  |            |
|        | Imóvel à Blvd. Castilhos França, 550                                                                                            |                         | Belém                                          | 1° 26′ 59″ S, 48° 30′ 01″ O                             | bem tombado pelo IPHAN                                                                  |            |
|        | Imóvel à Blvd. Castilhos França, 522 / 523                                                                                      |                         | Belém                                          | 1° 26′ 59″ S, 48° 30′ 01″ O                             | bem tombado pelo IPHAN                                                                  |            |
|        | Imóvel à Blvd. Castilhos França, 504                                                                                            |                         | Belém                                          | 1° 26′ 59″ S, 48° 30′ 01″ O                             | bem tombado pelo IPHAN                                                                  |            |
|        | Imóvel à Boulevard Castilhos França, nº 346                                                                                     |                         | Belém                                          | 1° 27′ 03″ S, 48° 30′ 05″ O                             | bem tombado pelo IPHAN                                                                  |            |
|        | Imóvel à Boulevard Castilhos França, nº 324                                                                                     |                         | Belém                                          | 1° 27′ 03″ S, 48° 30′ 06″ O                             | bem tombado pelo IPHAN                                                                  |            |
|        | Imóvel à Boulevard Castilhos França, nº 312                                                                                     |                         | Belém                                          | 1° 27′ 03″ S, 48° 30′ 06″ O                             | bem tombado pelo IPHAN                                                                  |            |
|        | Imóvel à Boulevard Castilhos França, nº 294                                                                                     |                         | Belém                                          | 1° 27′ 04″ S, 48° 30′ 06″ O                             | bem tombado pelo IPHAN                                                                  |            |
|        | Imóvel à Boulevard Castilhos França, nº 290                                                                                     |                         | Belém                                          | 1° 27′ 04″ S, 48° 30′ 07″ O                             | bem tombado pelo IPHAN                                                                  |            |
|        | Imóvel à Boulevard Castilhos França, nº 278                                                                                     |                         | Belém                                          | 1° 27′ 04″ S, 48° 30′ 07″ O                             | bem tombado pelo IPHAN                                                                  |            |
|        | Imóvel à Boulevard Castilhos França, esquina com Travessa Campos Sales                                                          |                         | Belém                                          | 1° 27′ 05″ S, 48° 30′ 08″ O                             | bem tombado pelo IPHAN                                                                  |            |
|        | Imóvel à Boulevard Castilhos França, nº 224                                                                                     |                         | Belém                                          | 1° 27′ 05″ S, 48° 30′ 08″ O                             | bem tombado pelo IPHAN                                                                  |            |
|        | Imóvel à Boulevard Castilhos França, nº 218                                                                                     |                         | Belém                                          | 1° 27′ 05″ S, 48° 30′ 08″ O                             | bem tombado pelo IPHAN                                                                  |            |
|        | Imóvel à Boulevard Castilhos França, nº 208                                                                                     |                         | Belém                                          | 1° 27′ 06″ S, 48° 30′ 09″ O                             | bem tombado pelo IPHAN                                                                  |            |
|        | Imóvel à Boulevard Castilhos França, nº 200                                                                                     |                         | Belém                                          | 1° 27′ 06″ S, 48° 30′ 09″ O                             | bem tombado pelo IPHAN                                                                  |            |
|        | Imóvel à Boulevard Castilhos França esquina com Travessa Padre Eutiquio                                                         |                         | Belém                                          | 1° 27′ 06″ S, 48° 30′ 09″ O                             | bem tombado pelo IPHAN                                                                  |            |
|        | Imóvel à Boulevard Castilhos França, nº 188                                                                                     |                         | Belém                                          | 1° 27′ 06″ S, 48° 30′ 09″ O                             | bem tombado pelo IPHAN                                                                  |            |
|        | Imóvel à Boulevard Castilhos França, nº 168                                                                                     |                         | Belém                                          | 1° 27′ 07″ S, 48° 30′ 10″ O                             | bem tombado pelo IPHAN                                                                  |            |
|        | Imóvel à Boulevard Castilhos França, nº 156                                                                                     |                         | Belém                                          | 1° 27′ 07″ S, 48° 30′ 10″ O                             | bem tombado pelo IPHAN                                                                  |            |
|        | Imóvel à Boulevard Castilhos França esquina com Travessa Oriental do Mercado                                                    |                         | Belém                                          | 1° 27′ 07″ S, 48° 30′ 10″ O                             | bem tombado pelo IPHAN                                                                  |            |
|        | Sede Náutica do Club do Remo |                         | Belém                                          | 1° 27′ 21″ S, 48° 30′ 21″ O                             | bem tombado pelo IPHAN                                                                  |            |
|        | Antiga sede da FUMBEL |                         | Belém                                          | 1° 27′ 21″ S, 48° 30′ 22″ O                             | bem tombado pelo IPHAN                                                                  |            |
|        | Imóvel à Rua Padre Champagnat, nº 302                                                                                           |                         | Belém                                          | 1° 27′ 21″ S, 48° 30′ 20″ O                             | bem tombado pelo IPHAN                                                                  |            |
|        | Imóvel à Rua Padre Champagnat, nº 294                                                                                           |                         | Belém                                          | 1° 27′ 21″ S, 48° 30′ 20″ O                             | bem tombado pelo IPHAN                                                                  |            |
|        | Imóvel à Rua Padre Champagnat, nº 284                                                                                           |                         | Belém                                          | 1° 27′ 22″ S, 48° 30′ 20″ O                             | bem tombado pelo IPHAN                                                                  |            |
|        | Imóvel à Avenida Portugal, nº 359                                                                                               |                         | Belém                                          | 1° 27′ 19″ S, 48° 30′ 07″ O                             | bem tombado pelo IPHAN                                                                  |            |
|        | Imóvel à Rua Desenbargador Ignácio Guilhon, nº 106                                                                              |                         | Belém                                          | 1° 27′ 20″ S, 48° 30′ 07″ O                             | bem tombado pelo IPHAN                                                                  |            |
|        | Imóvel à Rua Desenbargador Ignácio Guilhon, nº 45                                                                               |                         | Belém                                          | 1° 27′ 20″ S, 48° 30′ 06″ O                             | bem tombado pelo IPHAN                                                                  |            |
|        | Antiga Estação do Bondinho de Belém                                                                                             |                         | Belém                                          | 1° 27′ 18″ S, 48° 30′ 07″ O                             | bem tombado pelo IPHAN                                                                  |            |
|        | Imóvel à Avenida Portugal, nº 323                                                                                               |                         | Belém                                          | 1° 27′ 18″ S, 48° 30′ 07″ O                             | bem tombado pelo IPHAN                                                                  |            |
|        | Imóvel à Avenida Portugal |                         | Belém                                          | 1° 27′ 19″ S, 48° 30′ 07″ O                             | bem tombado pelo IPHAN                                                                  |            |
|        | Manolito |                         | Belém                                          | 1° 27′ 13″ S, 48° 30′ 11″ O                             | bem tombado pelo IPHAN                                                                  |            |
|        | Imóvel à Rua Conselheiro João Alfredo, nº 10                                                                                    |                         | Belém                                          | 1° 27′ 14″ S, 48° 30′ 10″ O                             | bem tombado pelo IPHAN                                                                  |            |
|        | Imóvel à Avenida Portugal, nº 183                                                                                               |                         | Belém                                          | 1° 27′ 15″ S, 48° 30′ 10″ O                             | bem tombado pelo IPHAN                                                                  |            |
|        | Imóvel à Avenida Portugal, nº 191                                                                                               |                         | Belém                                          | 1° 27′ 15″ S, 48° 30′ 10″ O                             | bem tombado pelo IPHAN                                                                  |            |
|        | Imóvel à Avenida Portugal, nº 197                                                                                               |                         | Belém                                          | 1° 27′ 15″ S, 48° 30′ 09″ O                             | bem tombado pelo IPHAN                                                                  |            |
|        | Imóvel à Avenida Portugal, nº 201                                                                                               |                         | Belém                                          | 1° 27′ 15″ S, 48° 30′ 09″ O                             | bem tombado pelo IPHAN                                                                  |            |
|        | Imóvel à Avenida Portugal, nº 207                                                                                               |                         | Belém                                          | 1° 27′ 15″ S, 48° 30′ 09″ O                             | bem tombado pelo IPHAN                                                                  |            |
|        | Imóvel à Avenida Portugal (Marisa)                                                                                              |                         | Belém                                          | 1° 27′ 16″ S, 48° 30′ 09″ O                             | bem tombado pelo IPHAN                                                                  |            |
|        | Imóvel à Avenida Portugal, nº 213                                                                                               |                         | Belém                                          | 1° 27′ 16″ S, 48° 30′ 09″ O                             | bem tombado pelo IPHAN                                                                  |            |
|        | Imóvel à Avenida Portugal (Ponte Magazine)                                                                                      |                         | Belém                                          | 1° 27′ 16″ S, 48° 30′ 09″ O                             | bem tombado pelo IPHAN                                                                  |            |
|        | Imóvel à Avenida Portugal, nº 251                                                                                               |                         | Belém                                          | 1° 27′ 16″ S, 48° 30′ 08″ O                             | bem tombado pelo IPHAN                                                                  |            |
|        | Imóvel à Avenida Portugal, nº 265                                                                                               |                         | Belém                                          | 1° 27′ 17″ S, 48° 30′ 08″ O 1° 27′ 10″ S, 48° 30′ 13″ O | bem tombado pelo IPHAN                                                                  |            |
|        | Imóvel à Avenida Portugal, nº 271                                                                                               |                         | Belém                                          | 1° 27′ 17″ S, 48° 30′ 08″ O                             | bem tombado pelo IPHAN                                                                  |            |
|        | Imóvel à Avenida Portugal esquina com Rua Treze de Maio                                                                         |                         | Belém                                          | 1° 27′ 17″ S, 48° 30′ 08″ O                             | bem tombado pelo IPHAN                                                                  |            |
|        | Imóvel à Avenida Portugal, nº 61                                                                                                |                         | Belém                                          | 1° 27′ 12″ S, 48° 30′ 12″ O                             | bem tombado pelo IPHAN                                                                  |            |
|        | Imóvel à Avenida Portugal, nº 57                                                                                                |                         | Belém                                          | 1° 27′ 12″ S, 48° 30′ 12″ O                             | bem tombado pelo IPHAN                                                                  |            |
|        | Imóvel à Avenida Portugal, nº 55                                                                                                |                         | Belém                                          | 1° 27′ 11″ S, 48° 30′ 12″ O                             | bem tombado pelo IPHAN                                                                  |            |
|        | Imóvel à Avenida Portugal, nº 49                                                                                                |                         | Belém                                          | 1° 27′ 11″ S, 48° 30′ 13″ O                             | bem tombado pelo IPHAN                                                                  |            |
|        | Imóvel à Avenida Portugal, nº 43                                                                                                |                         | Belém                                          | 1° 27′ 11″ S, 48° 30′ 13″ O                             | bem tombado pelo IPHAN                                                                  |            |
|        | Imóvel à Avenida Portugal, nº 31                                                                                                |                         | Belém                                          | 1° 27′ 11″ S, 48° 30′ 13″ O                             | bem tombado pelo IPHAN                                                                  |            |
|        | Imóvel à Avenida Portugal, nº 25                                                                                                |                         | Belém                                          | 1° 27′ 11″ S, 48° 30′ 13″ O                             | bem tombado pelo IPHAN                                                                  |            |
|        | Imóvel à Boulevard Castilhos França, nº 24                                                                                      |                         | Belém                                          | 1° 27′ 10″ S, 48° 30′ 13″ O                             | bem tombado pelo IPHAN                                                                  |            |
|        | Imóvel à Boulevard Castilhos França, nº 42                                                                                      |                         | Belém                                          | 1° 27′ 10″ S, 48° 30′ 13″ O                             | bem tombado pelo IPHAN                                                                  |            |
|        | Imóvel à Avenida Portugal, nº 56                                                                                                |                         | Belém                                          | 1° 27′ 09″ S, 48° 30′ 12″ O                             | bem tombado pelo IPHAN                                                                  |            |
|        | Imóvel à Avenida Portugal, nº 62                                                                                                |                         | Belém                                          | 1° 27′ 09″ S, 48° 30′ 12″ O                             | bem tombado pelo IPHAN                                                                  |            |
|        | Imóvel à Boulevard Castilhos França, nº 70                                                                                      |                         | Belém                                          | 1° 27′ 09″ S, 48° 30′ 12″ O                             | bem tombado pelo IPHAN                                                                  |            |
|        | Imóvel à Travessa Marquês de Pombal, nº 154                                                                                     |                         | Belém                                          | 1° 27′ 17″ S, 48° 30′ 14″ O                             | bem tombado pelo IPHAN                                                                  |            |
|        | Imóvel à Rua Padre Champagnat, nº 89                                                                                            |                         | Belém                                          | 1° 27′ 16″ S, 48° 30′ 14″ O                             | bem tombado pelo IPHAN                                                                  |            |
|        | Imóvel à Rua Padre Champagnat, nº 81                                                                                            |                         | Belém                                          | 1° 27′ 16″ S, 48° 30′ 14″ O                             | bem tombado pelo IPHAN                                                                  |            |
|        | Imóvel à Travessa Marquês de Pombal, nº 138                                                                                     |                         | Belém                                          | 1° 27′ 16″ S, 48° 30′ 14″ O                             | bem tombado pelo IPHAN                                                                  |            |
|        | Imóvel à Travessa Marquês de Pombal, nº 128                                                                                     |                         | Belém                                          | 1° 27′ 16″ S, 48° 30′ 14″ O                             | bem tombado pelo IPHAN                                                                  |            |
|        | Imóvel à Travessa Marquês de Pombal, nº 122                                                                                     |                         | Belém                                          | 1° 27′ 15″ S, 48° 30′ 15″ O                             | bem tombado pelo IPHAN                                                                  |            |
|        | Imóvel à Travessa Marquês de Pombal                                                                                             |                         | Belém                                          | 1° 27′ 15″ S, 48° 30′ 15″ O                             | bem tombado pelo IPHAN                                                                  |            |
|        | Imóvel à Travessa Marquês de Pombal, nº 104                                                                                     |                         | Belém                                          | 1° 27′ 15″ S, 48° 30′ 15″ O                             | bem tombado pelo IPHAN                                                                  |            |
|        | Imóvel à Travessa Marquês de Pombal, nº 98                                                                                      |                         | Belém                                          | 1° 27′ 15″ S, 48° 30′ 15″ O                             | bem tombado pelo IPHAN                                                                  |            |
|        | Imóvel à Travessa Marquês de Pombal, nº 84                                                                                      |                         | Belém                                          | 1° 27′ 15″ S, 48° 30′ 15″ O                             | bem tombado pelo IPHAN                                                                  |            |
|        | Imóvel à Travessa Marquês de Pombal, nº 76                                                                                      |                         | Belém                                          | 1° 27′ 14″ S, 48° 30′ 15″ O                             | bem tombado pelo IPHAN                                                                  |            |
|        | Imóvel à Travessa Marquês de Pombal, nº 68                                                                                      |                         | Belém                                          | 1° 27′ 14″ S, 48° 30′ 16″ O                             | bem tombado pelo IPHAN                                                                  |            |
|        | Imóvel à Travessa Marquês de Pombal, nº 60                                                                                      |                         | Belém                                          | 1° 27′ 14″ S, 48° 30′ 16″ O                             | bem tombado pelo IPHAN                                                                  |            |
|        | Imóvel à Travessa Marquês de Pombal, nº 48                                                                                      |                         | Belém                                          | 1° 27′ 14″ S, 48° 30′ 16″ O                             | bem tombado pelo IPHAN                                                                  |            |
|        | Imóvel à Travessa Marquês de Pombal, nº 44                                                                                      |                         | Belém                                          | 1° 27′ 13″ S, 48° 30′ 16″ O                             | bem tombado pelo IPHAN                                                                  |            |
|        | Imóvel à Rua Ladeira do Castelo, nº 3                                                                                           |                         | Belém                                          | 1° 27′ 15″ S, 48° 30′ 16″ O                             | bem tombado pelo IPHAN                                                                  |            |
|        | Imóvel à Travessa Félix Rocque, nº 344                                                                                          |                         | Belém                                          | 1° 27′ 23″ S, 48° 30′ 13″ O                             | bem tombado pelo IPHAN                                                                  |            |
|        | Imóvel à Travessa Félix Rocque, nº 332                                                                                          |                         | Belém                                          | 1° 27′ 23″ S, 48° 30′ 13″ O                             | bem tombado pelo IPHAN                                                                  |            |
|        | Imóvel à Travessa Félix Rocque, nº 290                                                                                          |                         | Belém                                          | 1° 27′ 23″ S, 48° 30′ 13″ O                             | bem tombado pelo IPHAN                                                                  |            |
|        | Imóvel à Travessa Félix Rocque, nº 322                                                                                          |                         | Belém                                          | 1° 27′ 23″ S, 48° 30′ 13″ O                             | bem tombado pelo IPHAN                                                                  |            |
|        | Imóvel à Travessa Félix Rocque, nº 316                                                                                          |                         | Belém                                          | 1° 27′ 23″ S, 48° 30′ 13″ O                             | bem tombado pelo IPHAN                                                                  |            |
|        | Imóvel à Travessa Félix Rocque, nº 268                                                                                          |                         | Belém                                          | 1° 27′ 23″ S, 48° 30′ 14″ O                             | bem tombado pelo IPHAN                                                                  |            |
|        | Ruínas à Travessa Félix Rocque                                                                                                  |                         | Belém                                          | 1° 27′ 23″ S, 48° 30′ 14″ O                             | bem tombado pelo IPHAN                                                                  |            |
|        | Imóvel à Rua Félix Roque, nº 262                                                                                                |                         | Belém                                          | 1° 27′ 23″ S, 48° 30′ 14″ O                             | bem tombado pelo IPHAN                                                                  |            |
|        | Imóvel à Rua Dona Tomázia Perdigão, nº 174 / 178                                                                                |                         | Belém                                          | 1° 27′ 23″ S, 48° 30′ 12″ O                             | bem tombado pelo IPHAN                                                                  |            |
|        | Imóvel à Rua Dona Tomázia Perdigão, nº 180 / 190                                                                                |                         | Belém                                          | 1° 27′ 23″ S, 48° 30′ 12″ O                             | bem tombado pelo IPHAN                                                                  |            |
|        | Edifício da Assembleia Legislativa do Estado do Pará                                                                            |                         | Belém                                          | 1° 27′ 22″ S, 48° 30′ 14″ O                             | bem tombado pelo IPHAN                                                                  |            |
|        | Imóvel à Praça Dom Pedro I |                         | Belém                                          | 1° 27′ 21″ S, 48° 30′ 14″ O                             | bem tombado pelo IPHAN                                                                  |            |
|        | Imóvel à Praça Dom Pedro I, nº 64                                                                                               |                         | Belém                                          | 1° 27′ 20″ S, 48° 30′ 14″ O                             | bem tombado pelo IPHAN                                                                  |            |
|        | Edifício do Instituto Histórico e Geográfico do Pará                                                                            |                         | Belém                                          | 1° 27′ 20″ S, 48° 30′ 15″ O                             | bem tombado pelo IPHAN                                                                  |            |
|        | Imóvel à Praça Dom Pedro I, nº 40                                                                                               |                         | Belém                                          | 1° 27′ 20″ S, 48° 30′ 15″ O                             | bem tombado pelo IPHAN                                                                  |            |
|        | Imóvel à Praça Dom Pedro I, nº 30                                                                                               |                         | Belém                                          | 1° 27′ 19″ S, 48° 30′ 15″ O                             | bem tombado pelo IPHAN                                                                  |            |
|        | Imóvel à Praça Dom Pedro I esquina com Rua Padre Champagnat                                                                     |                         | Belém                                          | 1° 27′ 19″ S, 48° 30′ 15″ O                             | bem tombado pelo IPHAN                                                                  |            |
|        | Imóvel à Rua Padre Champagnat esquina com Rua Doutor Malcher                                                                    |                         | Belém                                          | 1° 27′ 20″ S, 48° 30′ 16″ O                             | bem tombado pelo IPHAN                                                                  |            |
|        | Imóvel à Rua Doutor Malcher, nº 09                                                                                              |                         | Belém                                          | 1° 27′ 20″ S, 48° 30′ 16″ O                             | bem tombado pelo IPHAN                                                                  |            |
|        | Imóvel à Rua Doutor Malcher, nº 15                                                                                              |                         | Belém                                          | 1° 27′ 20″ S, 48° 30′ 16″ O                             | bem tombado pelo IPHAN                                                                  |            |
|        | Imóvel à Travessa Benjamin Constant, nº 1321                                                                                    |                         | Belém                                          | 1° 27′ 12″ S, 48° 29′ 19″ O                             | bem de interesse histórico em Belém                                                     |            |
|        | Imóvel à Travessa Benjamin Constant, nº 1329                                                                                    |                         | Belém                                          | 1° 27′ 13″ S, 48° 29′ 18″ O                             | bem de interesse histórico em Belém                                                     |            |
|        | Imóvel à Travessa Benjamin Constant, nº 1337                                                                                    |                         | Belém                                          | 1° 27′ 13″ S, 48° 29′ 18″ O                             | bem de interesse histórico em Belém                                                     |            |
|        | Imóvel à Travessa Benjamin Constant, nº 1345                                                                                    |                         | Belém                                          | 1° 27′ 13″ S, 48° 29′ 18″ O                             | bem de interesse histórico em Belém                                                     |            |
|        | Imóvel à Travessa Benjamin Constant, nº 1353                                                                                    |                         | Belém                                          | 1° 27′ 13″ S, 48° 29′ 18″ O                             | bem de interesse histórico em Belém                                                     |            |
|        | Imóvel à Travessa Benjamin Constant, nº 1361                                                                                    |                         | Belém                                          | 1° 27′ 14″ S, 48° 29′ 18″ O                             | bem de interesse histórico em Belém                                                     |            |
|        | Imóvel à Avenida José Malchior, nº 484                                                                                          |                         | Belém                                          | 1° 27′ 07″ S, 48° 29′ 21″ O                             | bem tombado pelo IPHAN                                                                  |            |
|        | Imóvel à Avenida Governador José Malcher, nº 447                                                                                |                         | Belém                                          | 1° 27′ 06″ S, 48° 29′ 22″ O                             | bem tombado pelo IPHAN                                                                  |            |
|        | Imóvel à Avenida Governador José Malcher, nº 423                                                                                |                         | Belém                                          | 1° 27′ 07″ S, 48° 29′ 23″ O                             | bem tombado pelo IPHAN                                                                  |            |
|        | Imóvel à Avenida Nazaré, nº 482                                                                                                 |                         | Belém                                          | 1° 27′ 11″ S, 48° 29′ 19″ O                             | bem tombado pelo IPHAN                                                                  |            |
|        | Imóvel à Avenida Nazaré, nº 427                                                                                                 |                         | Belém                                          | 1° 27′ 09″ S, 48° 29′ 20″ O                             | bem tombado pelo IPHAN                                                                  |            |
|        | Imóvel à Avenida Nazaré, nº 435                                                                                                 |                         | Belém                                          | 1° 27′ 10″ S, 48° 29′ 19″ O                             | bem tombado pelo IPHAN                                                                  |            |
|        | Imóvel à Avenida Nazaré, nº 441                                                                                                 |                         | Belém                                          | 1° 27′ 09″ S, 48° 29′ 19″ O                             | bem tombado pelo IPHAN                                                                  |            |
|        | Imóvel à Avenida Nazaré, nº 449                                                                                                 |                         | Belém                                          | 1° 27′ 10″ S, 48° 29′ 19″ O                             | bem tombado pelo IPHAN                                                                  |            |
|        | Imóvel à Avenida Nazaré, nº 457                                                                                                 |                         | Belém                                          | 1° 27′ 10″ S, 48° 29′ 19″ O                             | bem tombado pelo IPHAN                                                                  |            |
|        | Ruínas à Avenida Nazaré |                         | Belém                                          | 1° 27′ 10″ S, 48° 29′ 19″ O                             | bem tombado pelo IPHAN                                                                  |            |
|        | Pavilhão de Música Euterpe | 1896                    | Belém                                          | 1° 27′ 12″ S, 48° 29′ 36″ O                             | bem de interesse histórico em Belém                                                     |            |
|        | Coreto Circular |                         | Belém                                          | 1° 27′ 05″ S, 48° 29′ 39″ O                             | bem de interesse histórico em Belém                                                     |            |
|        | Colunas da Praça da República                                                                                                   |                         | Belém                                          | 1° 27′ 04″ S, 48° 29′ 40″ O                             | bem de interesse histórico em Belém                                                     |            |
|        | Biblioteca do Museu Emílio Goeldi                                                                                               |                         | Belém                                          |                                                         | bem tombado pelo IPHAN                                                                  |            |
|        | Engenho Murutucu |                         | Pará Belém                                     | 1° 26′ 47″ S, 48° 25′ 40″ O                             | bem tombado pelo IPHAN património cultural                                              |            |
|        | Parque Estadual do Utinga | 1993 3 de março de 1993 | Região Geográfica Imediata de Belém Pará Belém | 1° 25′ 27″ S, 48° 26′ 45″ O 1° 25′ 12″ S, 48° 25′ 12″ O | bem tombado pela PMB                                                                    |            |